# Liste der Biografien/Reu
Liste der Biografien |
Portal Biografien |
Personensuche
# |
A |
B |
C |
D |
E |
F |
G |
H |
I |
J |
K |
L |
M |
N |
O |
P |
Q |
R |
S |
T |
U |
V |
W |
X |
Y |
Z |
?
 
Ra |
Rb |
Rd |
Re |
Rh |
Ri |
Rj |
Rk |
Rl |
Rm |
Rn |
Ro |
Rr |
Rs |
Rt |
Ru |
Rv |
Rw |
Rx |
Ry |
Rz
 
Rea |
Reb |
Rec |
Red |
Ree |
Ref |
Reg |
Reh |
Rei |
Rej |
Rek |
Rel |
Rem |
Ren |
Reo |
Rep |
Req |
Rer |
Res |
Ret |
Reu |
Rev |
Rew |
Rex |
Rey |
Rez
Die Liste der Biografien führt alle Personen auf, die in der deutschsprachigen Wikipedia einen Artikel haben. Dieses ist eine Teilliste mit 550 Einträgen von Personen, deren Namen mit den Buchstaben „Reu“ beginnt.

## Reu
- Reu, Fritz (1911–1944), deutscher Rechtswissenschaftler
- Reu, Karl (* 1940), deutscher Jurist, Autor, Politiker (CDU), sowie ehemaliger Oberbürgermeister der Großen Kreisstadt Crailsheim

### Reub
- Reuband, Karl-Heinz (* 1946), deutscher Soziologe
- Reubel-Ciani, Theo (1921–2005), deutscher Redakteur und Autor
- Reubell, Jean-François (1747–1807), französischer Revolutionär
- Reubell, Jean-Jacques (1777–1847), französischer General
- Reuben, David, britischer Unternehmer
- Reuben, Gloria (* 1964), kanadische Schauspielerin
- Reuben, Meron (* 1961), israelischer Diplomat
- Reuben, Scott (* 1959), US-amerikanischer Anästhesist, dem 2009 wissenschaftliche Fälschungen in großem Stil nachgewiesen wurden
- Reuben, Simon, britischer Unternehmer
- Reubens, Paul (1952–2023), US-amerikanischer Schauspieler und DesignerPaul Reubens (1952–2023)

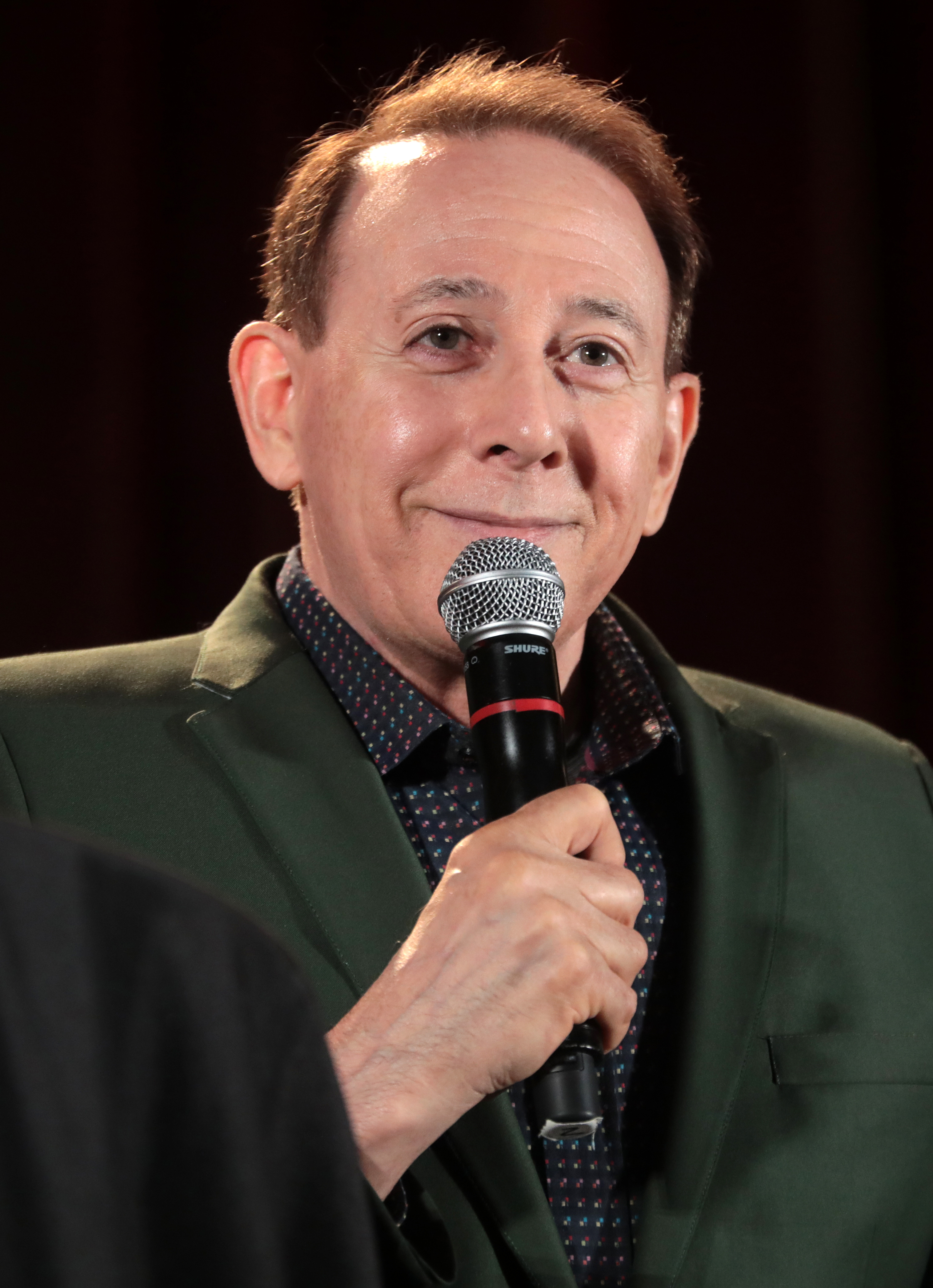
Paul Reubens (1952–2023)

- Reuber, Jobst II (1542–1607), deutscher Jurist und kurpfälzischer Kanzler
- Reuber, Karl-Heinz (1906–1982), deutscher Kommunalpolitiker
- Reuber, Kurt (1906–1944), deutscher Arzt, Pfarrer und Maler, Schöpfer der Stalingradmadonna
- Reuber, Maria (1901–1969), deutsche Politikerin (SPD), Mitglied des Abgeordnetenhauses von Berlin
- Reuber, Matthias (* 1992), deutscher Politiker (CDU)
- Reuber, Rebekka (* 1978), deutsche Drehbuchautorin
- Reuber, Werner (* 1947), deutscher Maler und Holzschneider
- Reubi, François (1917–1997), Schweizer Internist
- Reubke, Adolf (1805–1875), deutscher Orgelbauer
- Reubke, Julius (1834–1858), deutscher Pianist, Organist und Komponist
- Reublin, Wilhelm, Schweizer Theologe und Mitglied der Schweizer Täuferbewegung
- Reubold, Thomas (* 1966), deutscher Fußballspieler

### Reuc
- Reuchlin, George (* 1938), niederländischer Schriftsteller
- Reuchlin, Hermann (1810–1873), deutscher Historiker
- Reuchlin, Johan (1874–1912), niederländischer Reedereidirektor
- Reuchlin, Johannes (1455–1522), deutscher Philosoph und HumanistJohannes Reuchlin (1455–1522)

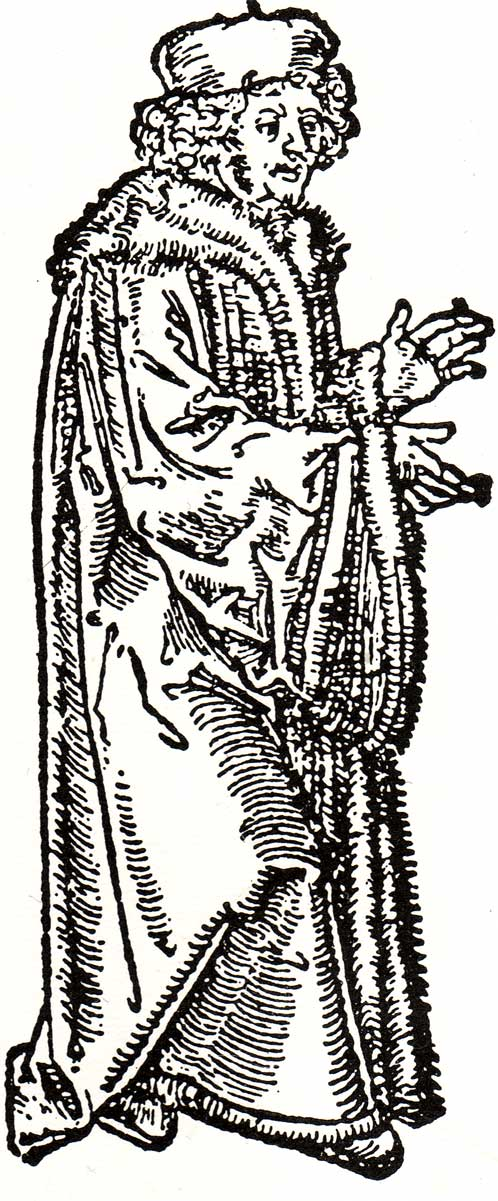
Johannes Reuchlin (1455–1522)

- Reuck, Colleen De (* 1964), US-amerikanische Langstreckenläuferin südafrikanischer Herkunft
- Reucker, Alfred (1868–1958), deutscher Inspizient, Schauspieler, Regisseur und Generalintendant
- Reucker, Hans (1905–1976), deutscher Politiker (SPD), MdL
- Reucker, Karl (1890–1961), deutsch-schweizerischer Arzt und Redakteur

### Reud
- Reudelhuber, Johann Georg (1784–1860), deutscher Müller, Landwirt und bayerischer Landtagsabgeordneter
- Reuden, Ambrosius (1543–1615), deutscher Orientalist und lutherischer Theologe
- Reudenbach, Bruno (* 1952), deutscher Kunsthistoriker
- Reudenbach, Michael (* 1956), deutscher Komponist und Continuo-Spieler
- Reuder, Michael (1821–1882), bayerischer Verwaltungsjurist

### Reue
- Reuer, Bruno (* 1949), deutscher Ethnomusikologe
- Reuer, Chrizz B. (* 1964), deutscher freischaffender Künstler, Theaterschauspieler und Autor
- Reuer, Egon (1925–2004), österreichischer Anthropologe und Hochschullehrer
- Reuer, Emely (1941–1981), deutsche Schauspielerin und Hörspiel- und Synchronsprecherin

### Reuf
- Reufsteck, Michael (* 1975), deutscher Journalist und Hörfunkmoderator

### Reui
- Reuille, Sébastien (* 1981), Schweizer Eishockeyspieler

### Reuk
- Reuken, Stephan (* 1985), deutscher Politiker (AfD), MdL
- Reuker, Sabine (* 1968), deutsche Sportwissenschaftlerin und Hochschullehrerin

### Reul
- Reul, Adolf (1891–1980), deutscher Unternehmer
- Reul, Alfred (1909–1980), polnischer Radrennfahrer
- Reul, Denis (* 1989), deutscher Eishockeyspieler
- Reul, Günther (1910–1985), deutscher Maler
- Reul, Herbert (* 1952), deutscher Politiker (CDU), MdL, MdEPHerbert Reul (* 1952)

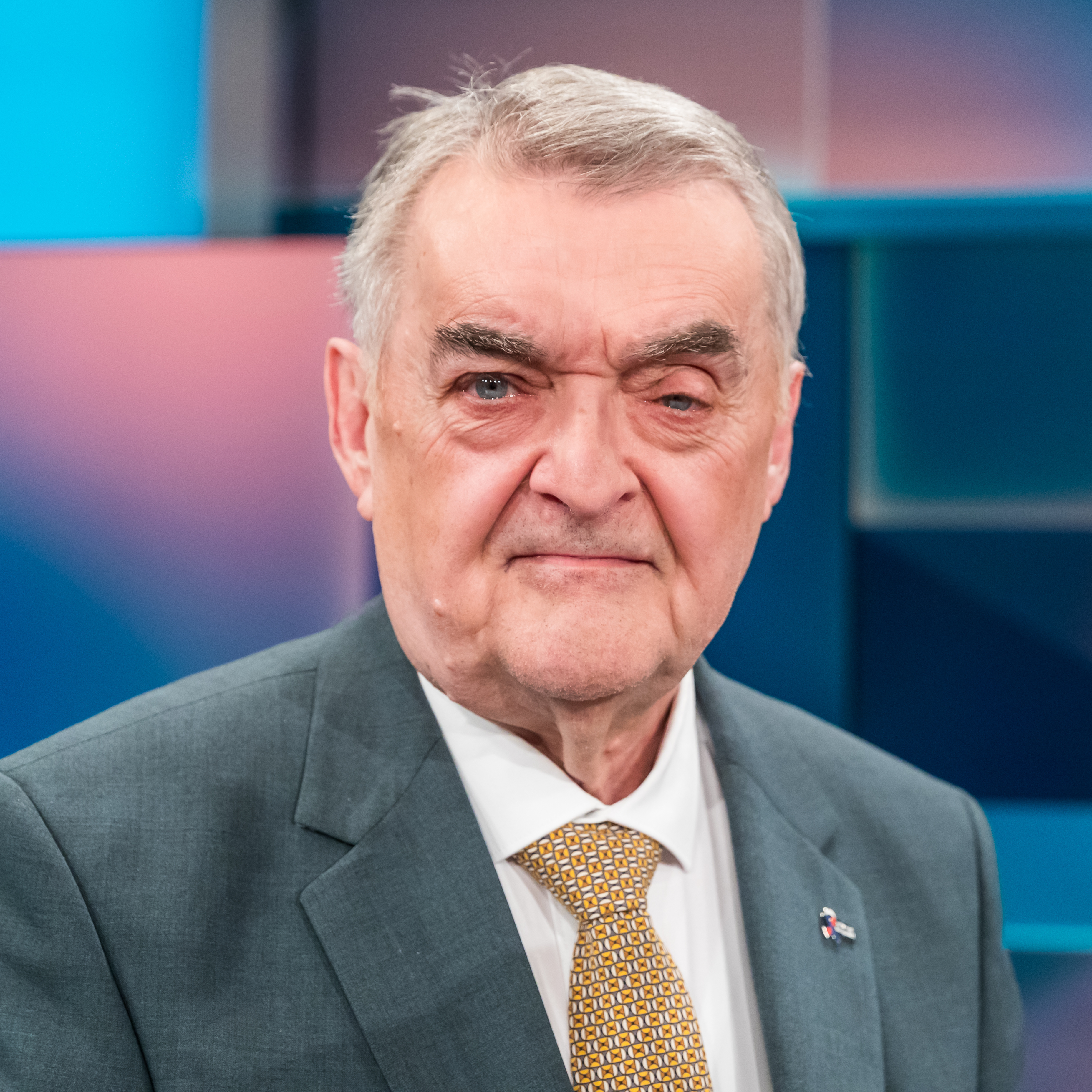
Herbert Reul (* 1952)

- Reul, Michael (* 1967), deutscher Politiker (CDU), MdL
- Reuland, Christoph (1903–1983), deutscher Opernsänger (Tenor)
- Reuland, Jürgen (* 1945), deutscher Tischtennisspieler
- Reuland, Konrad (1987–2016), US-amerikanischer American-Football-Spieler
- Reule, Daniel (* 1983), deutscher Fußballspieler
- Reule, Hans (1642–1693), deutscher Zimmermeister und Architekt
- Reule, Heinrich (1607–1678), deutscher Zimmermeister
- Reule, Maximilian (* 1994), deutscher Fußballspieler
- Reuleaux, Carl (1826–1902), deutscher Ingenieur und Dichter
- Reuleaux, Erich (1883–1967), deutscher Bauingenieur, Verkehrswissenschaftler und Hochschullehrer
- Reuleaux, Franz (1829–1905), deutscher Ingenieur
- Reuleaux, Ludwig (1828–1900), Kaufmann, IHK-Präsident Mainz
- Reuleaux, Otto (1896–1979), deutscher Ingenieur und Industriemanager
- Reulecke, Anne-Kathrin (* 1961), österreichische Germanistin
- Reulecke, Jürgen (* 1940), deutscher Historiker und HochschullehrerJürgen Reulecke (* 1940)

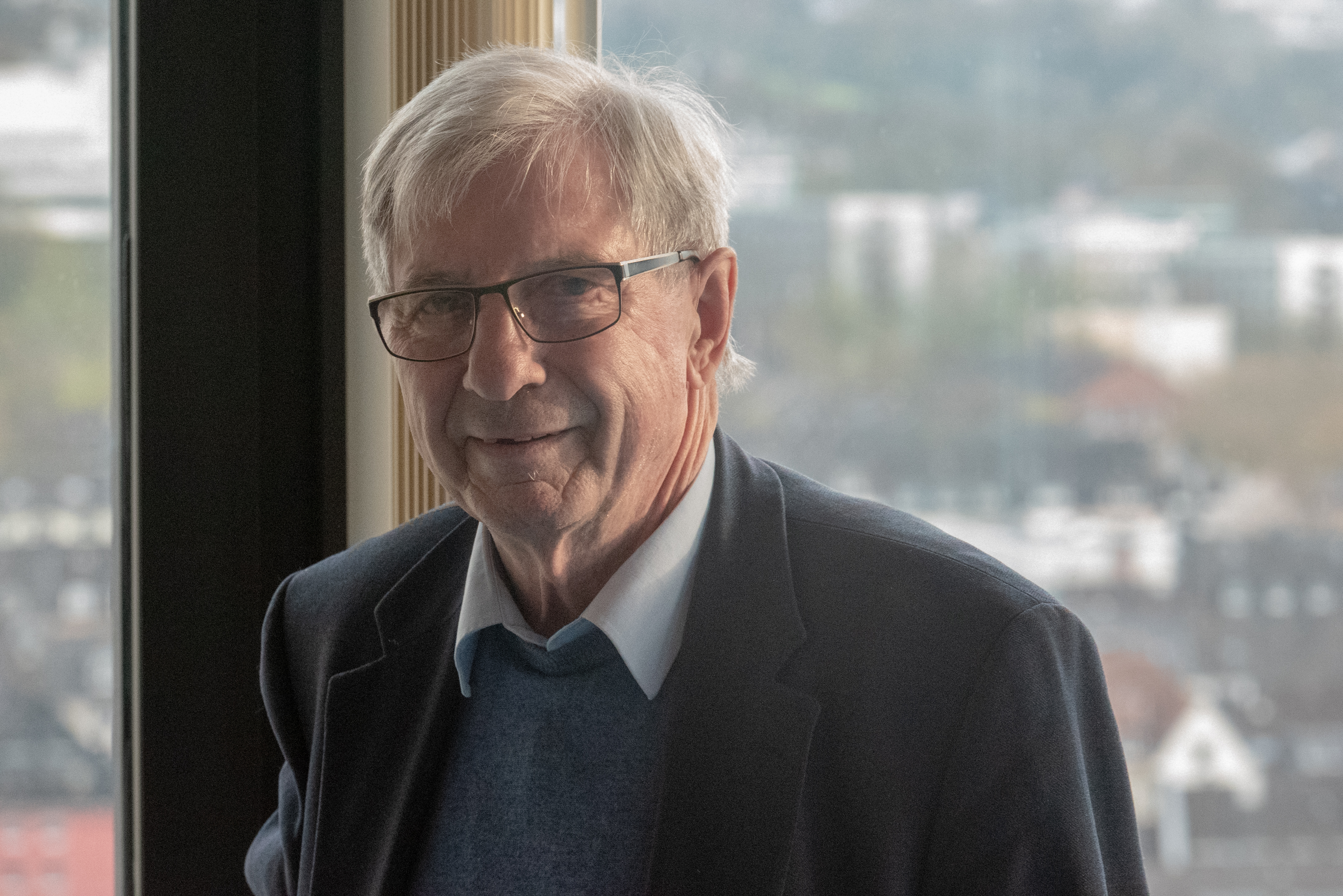
Jürgen Reulecke (* 1940)

- Reulein, Peter (* 1966), deutscher Komponist und katholischer Kirchenmusiker
- Reulen, Hans-Jürgen (* 1936), deutscher Neurochirurg
- Reuling, Georg (1785–1857), deutscher Steuerrat und Politiker und Abgeordneter der 2. Kammer der Landstände des Großherzogtums Hessen
- Reuling, Ludwig (1844–1898), deutscher Industrieller
- Reuling, Ulrich (1942–2000), deutscher Historiker; Weltmeister im Diskuswurf
- Reuling, Wilhelm (1802–1877), deutscher Komponist und Dirigent
- Reuling, Wilhelm (1837–1901), deutscher Jurist

### Reum
- Reum, Albrecht (1860–1935), deutscher Romanist
- Reum, Gertrude (1926–2015), deutsche Bildhauerin
- Reum, Johann Adam (1780–1839), deutscher Botaniker und Professor
- Reumann, Armin (1889–1952), deutscher Maler
- Reumann, Irmgard (1901–1973), deutsche Designerin
- Reumann, Jakob (1853–1925), österreichischer Reichsratsabgeordneter, Wiener Bürgermeister, Landtagsabgeordneter, Mitglied des Bundesrates
- Reumann, Kurt (1934–2023), deutscher Journalist
- Reumann, Thomas (* 1955), deutscher Politiker
- Reumer, Jelle (* 1953), niederländischer Paläontologe und Evolutionsbiologe
- Reumert, Poul (1883–1968), dänischer Schauspieler bei Bühne und Film
- Reumont, Alexander (1817–1887), deutscher Badearzt
- Reumont, Alfred von (1808–1887), deutscher Staatsmann und Historiker
- Reumont, Alfred von (1863–1942), deutscher Verwaltungsbeamter und Landrat des Kreises Erkelenz
- Reumont, Alfred von (1898–1984), deutscher Offizier der Wehrmacht und Sozialgerichtsrat
- Reumont, Gerhard (1765–1828), deutscher Mediziner und Badearzt
- Reumont, Johann von († 1672), Obrist und Stadtkommandant von Münster in Westfalen
- Reumschüssel, Anja (* 1983), deutsche Journalistin und Autorin
- Reumschüssel, Karl (1884–1940), Bürgermeister, Mitglied des Provinziallandtages der Provinz Hessen-Nassau
- Reumuth, Eberhart (1925–1970), deutscher Stomatologe und Hochschullehrer
- Reumuth, Karl (1886–1964), deutscher Wissenschaftler

### Reun
- Reunes, Rudy (1967–2010), belgischer Jazztrompeter
- Reungoat, Yvonne (* 1945), französische Ordensschwester, ehemalige Generaloberin der Don-Bosco-Schwestern
- Reungyos Janchaichit (* 1997), thailändischer Fußballspieler
- Reuning, Arndt (* 1972), deutscher Chemiker, Hörfunk- und Wissenschaftsjournalist
- Reuning, Theodor (1807–1876), deutscher Beamter für alle Bereiche der Landwirtschaft im Königreich Sachsen
- Reunkow, Alexei Michailowitsch (* 1984), russischer Langstreckenläufer

### Reup
- Reupert, Jens (* 1985), deutscher Journalist und Fernsehmoderator
- Reupke, Hans (1892–1942), deutscher Rechtsanwalt, Syndikus, Autor
- Reupke, Wilhelm (1877–1933), deutscher politischer Funktionär und Politiker (SPD, USPD)

### Reur
- Reure, Claude-Odon (1848–1923), französischer Latinist, Romanist und Literaturwissenschaftler

### Reus
- Reus, Anton (1882–1960), deutscher Jurist und Politiker
- Reus, Florian (* 1984), deutscher Ultraläufer
- Reus, Gunter (* 1950), deutscher Journalist und Hochschullehrer
- Reus, Jan De (* 1909), niederländischer Radrennfahrer
- Reus, Johann Baptist (1868–1947), Jesuit und Mystiker
- Reus, Julian (* 1988), deutscher Leichtathlet
- Reus, Kai (* 1985), niederländischer Radrennfahrer
- Reus, Marco (* 1989), deutscher FußballspielerMarco Reus (* 1989)

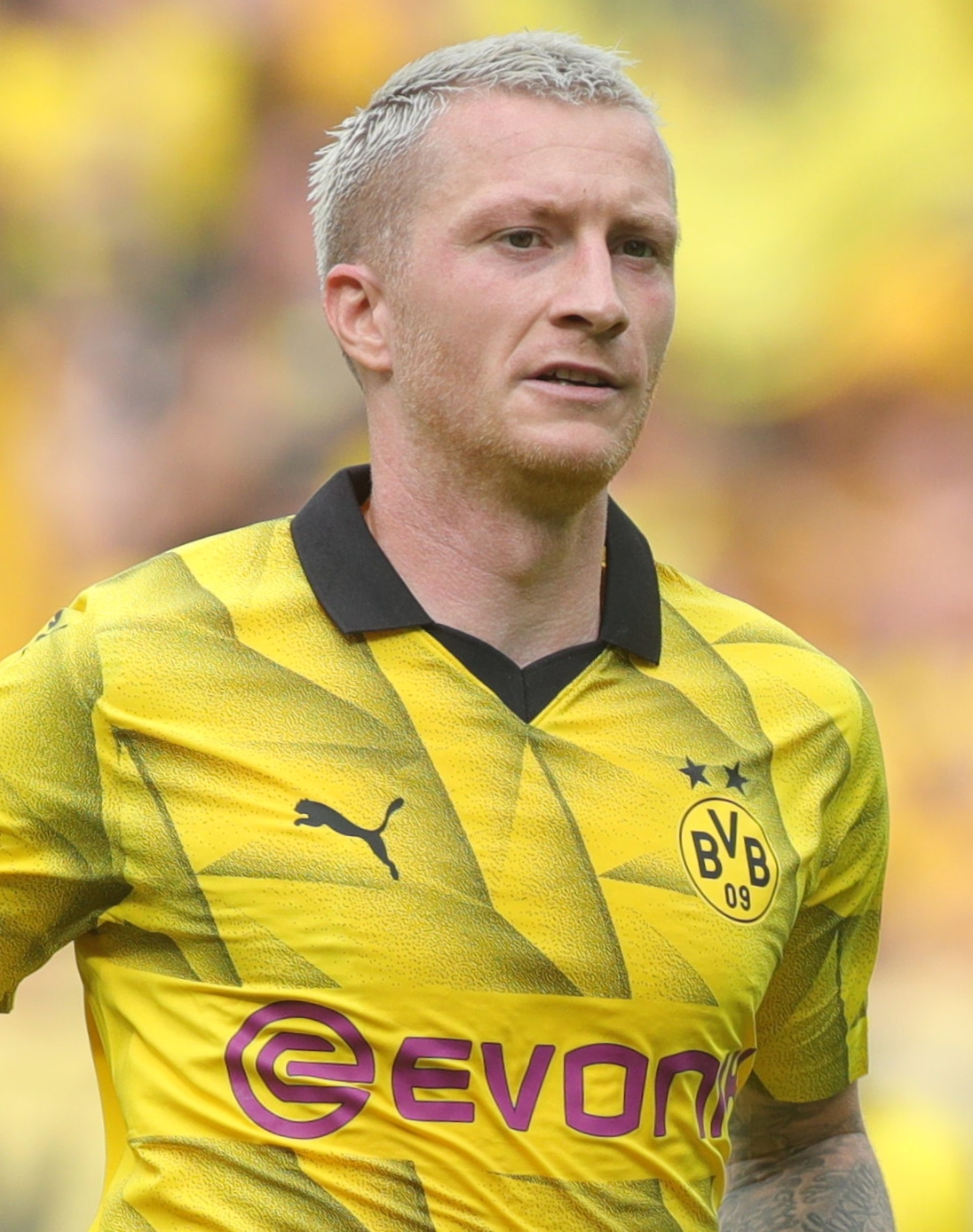
Marco Reus (* 1989)

- Reus, Timo (* 1974), deutscher Fußballtorhüter und -trainer
- Reusch, Albert (1816–1892), deutscher Gymnasiallehrer
- Reusch, Christian Friedrich (1778–1848), deutscher Verwaltungsjurist
- Reusch, Christoph Heinrich (1783–1866), deutscher Industrieller
- Reusch, Detlev († 1711), königlich dänischer Oberst und zuletzt Chef des Ribestift National Infanterie-Regiments
- Reusch, Erhard (1678–1740), deutscher Klassischer Philologe, Rechtswissenschaftler und Hochschullehrer
- Reusch, Erich (1925–2019), deutscher Bildhauer und Architekt
- Reusch, Erwin (1889–1936), deutscher Plakatkünstler und Werbegrafiker
- Reusch, Franz (1817–1887), österreichischer Orgelbauer
- Reusch, Franz Heinrich (1825–1900), katholischer Theologe (Alttestamentler) und altkatholischer Kirchenhistoriker
- Reusch, Friedrich (1843–1906), deutscher Bildhauer und Hochschullehrer
- Reusch, Friedrich Eduard (1812–1891), deutscher Physiker
- Reusch, Fritz (1896–1970), deutscher Musikpädagoge
- Reusch, Hans (1852–1922), norwegischer Geologe
- Reusch, Helga (1916–1978), deutsche Klassische Archäologin
- Reusch, Hermann (1896–1971), deutscher Industrieller
- Reusch, Hugo (1833–1902), deutscher Bankmanager und Politiker
- Reusch, Johann († 1582), deutscher Kantor und Komponist
- Reusch, Johann Peter (1691–1758), deutscher Philosoph und lutherischer Theologe
- Reusch, Karl Daniel (1735–1806), deutscher Physiker und Bibliothekar
- Reusch, Kurt (* 1943), deutscher Handballtrainer
- Reusch, Michael (1914–1989), Schweizer Turner
- Reusch, Paul (1868–1956), deutscher ManagerPaul Reusch (1868–1956)

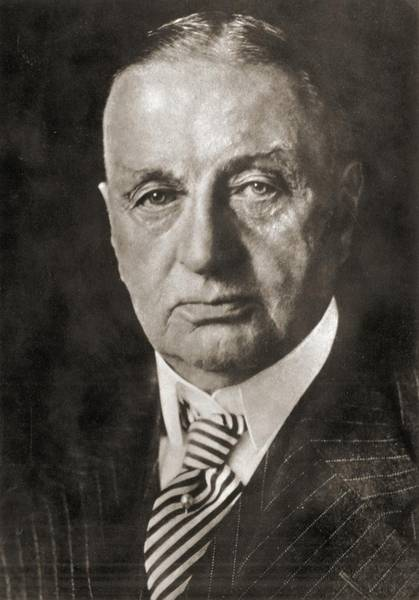
Paul Reusch (1868–1956)

- Reusch, Rainer (* 1939), deutscher Schattenspieler
- Reusch, Rebecca (* 2003), deutsche vermisste Frau
- Reusch, Richard (1891–1975), amerikanischer evangelischer Pastor, Missionar und Bergsteiger
- Reusch, Roman (* 1954), deutscher Jurist und Politiker (AfD)
- Reusch, Rudolf (1810–1871), deutscher Jurist, Autor und Volkskundler
- Reusch, Thorsten (* 1965), deutscher Ökologe und Hochschullehrer
- Reusch, Wilhelm (1908–1995), deutscher Archäologe
- Reusch-Frey, Thomas (* 1959), deutscher evangelischer Geistlicher, Politiker (SPD) und Landtagsabgeordneter in Baden-Württemberg
- Reuschel, Gerhard (1944–2002), deutscher Offizier, Generalmajor der NVA
- Reuschel, Ildephons (1742–1823), Abt des Zisterzienserklosters Grüssau
- Reuschel, Johann Georg (1636–1710), deutscher evangelischer Kantor, Schullehrer und Komponist von Kurzmessen
- Reuschel, Reinhold (1831–1919), deutscher Kaufmann und Politiker, MdL
- Reuschel, Sebastian (* 1988), deutscher Nordischer Kombinierer
- Reuschel, Wolfgang (1924–1991), deutscher Arabist
- Reuschenbach, Julia (* 1988), deutsche PolitikwissenschaftlerinJulia Reuschenbach (* 1988)

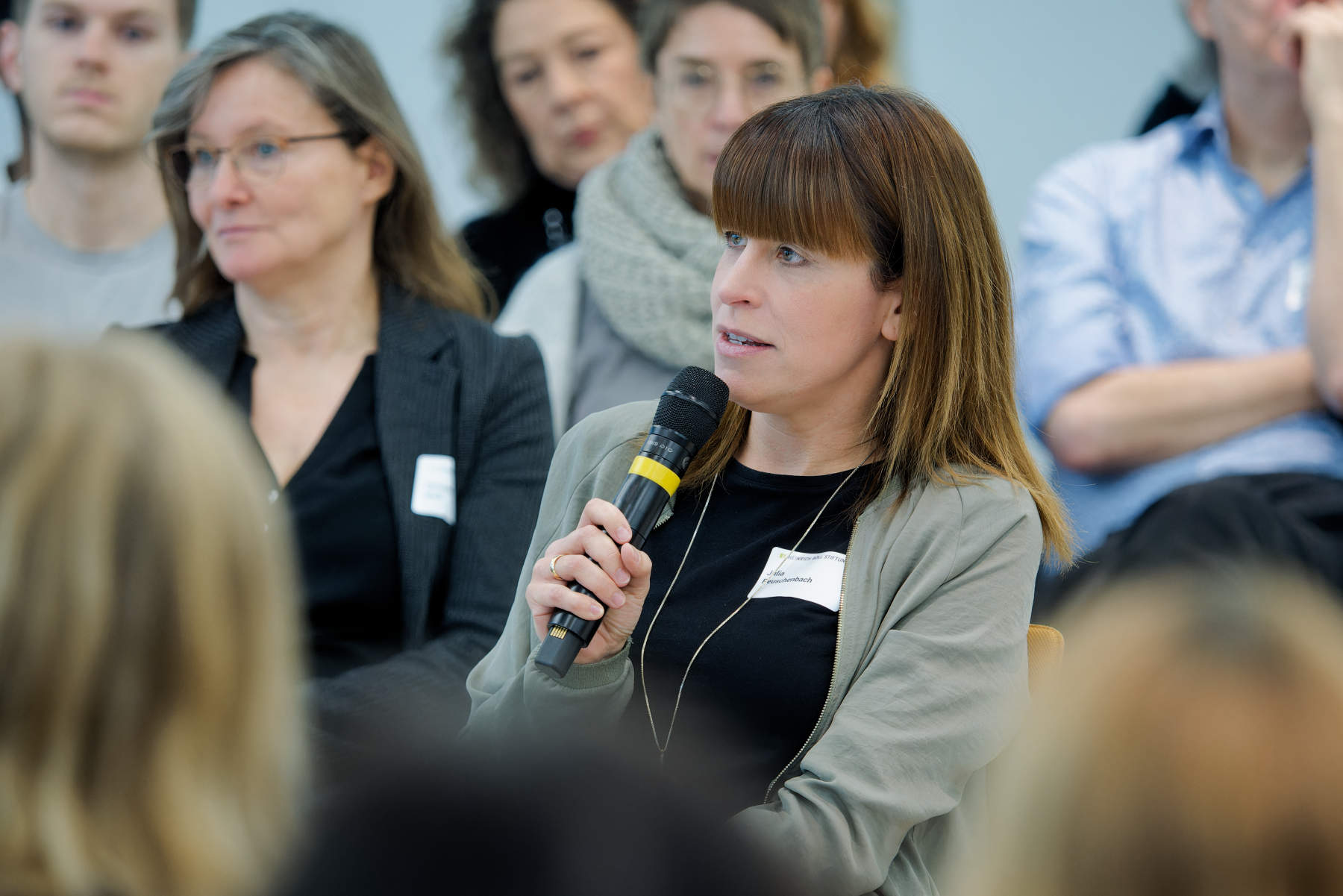
Julia Reuschenbach (* 1988)

- Reuschenbach, Peter (1935–2007), deutscher Politiker (SPD), MdB, Oberbürgermeister von Essen
- Reuschenberg zu Overbach, Heinrich von († 1626), Domherr in Münster und Lüttich
- Reuschenberg zu Overbach, Johann von (1554–1638), jülischer Rat, Amtmann zu Jülich, Erbmarschall des Herzogs von Limburg, Erbvogt der Herrlichkeit Fléron, kaiserlicher und kursächsischer Oberhofmeister
- Reuschenberg, Anna von (1568–1629), Tochter von Wilhelm von Reuschenberg zu Overbach und Roschette
- Reuschenberg, Heinrich von (1528–1603), Landkomtur der Deutschordensballei Alden Biesen
- Reuschenberg, Johann von († 1660), deutscher Marschall im Dreißigjährigen Krieg
- Reuschenberg, Philippine von (1563–1618), Tochter von Wilhelm von Reuschenberg zu Overbach
- Reuscher, Gerhard (* 1929), deutscher Wirtschaftswissenschaftler und ehemaliger Hochschullehrer
- Reuscher, Joachim (1895–1980), deutscher Landrat, Kreisleiter der NSDAP sowie SS-Führer
- Reuscher, Wilhelm (* 1953), deutscher Politiker (FDP), MdL
- Reuschl, Valentin († 1733), deutscher Maler
- Reuschle, Johannes (1890–1949), deutscher Turner
- Reuschle, Karl (1847–1909), deutscher Mathematiker
- Reuschle, Karl Gustav (1812–1875), deutscher Mathematiker
- Reuschle, Max (1890–1947), deutscher Schriftsteller und Archivar
- Reuschle, Sophie (1891–1982), deutsche Schriftstellerin
- Reuse, Émile (1883–1975), belgischer Fußballspieler
- Reusing, Fritz (1874–1956), deutscher Maler und Hochschullehrer
- Reusken, Chantal (* 1969), niederländische Virologin
- Reusmann, Friedrich (1778–1848), evangelischer Pastor, Sammler und Zoologe
- Reusner, Adam, deutscher Mystiker und Dichter
- Reusner, Bartholomäus (1565–1629), deutscher Rechtswissenschaftler
- Reusner, Christian Gottlieb (1672–1730), deutscher Mediziner, Stadtarzt in Jauer, Mitglied der Leopoldina
- Reusner, Elias (1555–1612), deutscher Historiker
- Reusner, Esaias der Ältere, deutscher Komponist und Lautenist des Barock
- Reusner, Esaias der Jüngere (1636–1679), deutscher Komponist und Lautenist
- Reusner, Jeremias (1590–1652), deutscher Rechtswissenschaftler
- Reusner, Johann Bartholomäus (1613–1660), deutscher Jurist und Oberkonsistorialrat in Dresden
- Reusner, Nikolaus von (1545–1602), deutscher Rechtswissenschaftler
- Reuß zu Ebersdorf, Agnes Sophie (1720–1791), Besitzerin von Gütern in der Oberlausitz und der Niederlausitz
- Reuß zu Ebersdorf, Benigna Marie (1695–1751), deutsche Kirchenliederdichterin
- Reuß zu Ebersdorf, Erdmuthe Benigna (1670–1732), deutsche Pietistin
- Reuß zu Ebersdorf, Ernestine Eleonore (1706–1766), deutsche Pietistin
- Reuß zu Ebersdorf, Heinrich XXVIII. (1726–1797), Graf zu Ebersdorf und Mitglied der Herrnhuter Brüdergemeine
- Reuß zu Greiz, Heinrich XIV. (1749–1799), Fürst Reuß, Graf und Herr zu Plauen, Herr zu Greiz, Kranichfeld, Gera, Schleiz und Lobenstein, österreichischer Botschafter in Preußen
- Reuß zu Köstritz, Anna (1837–1907), Fürstin zu Stolberg-Wernigerode

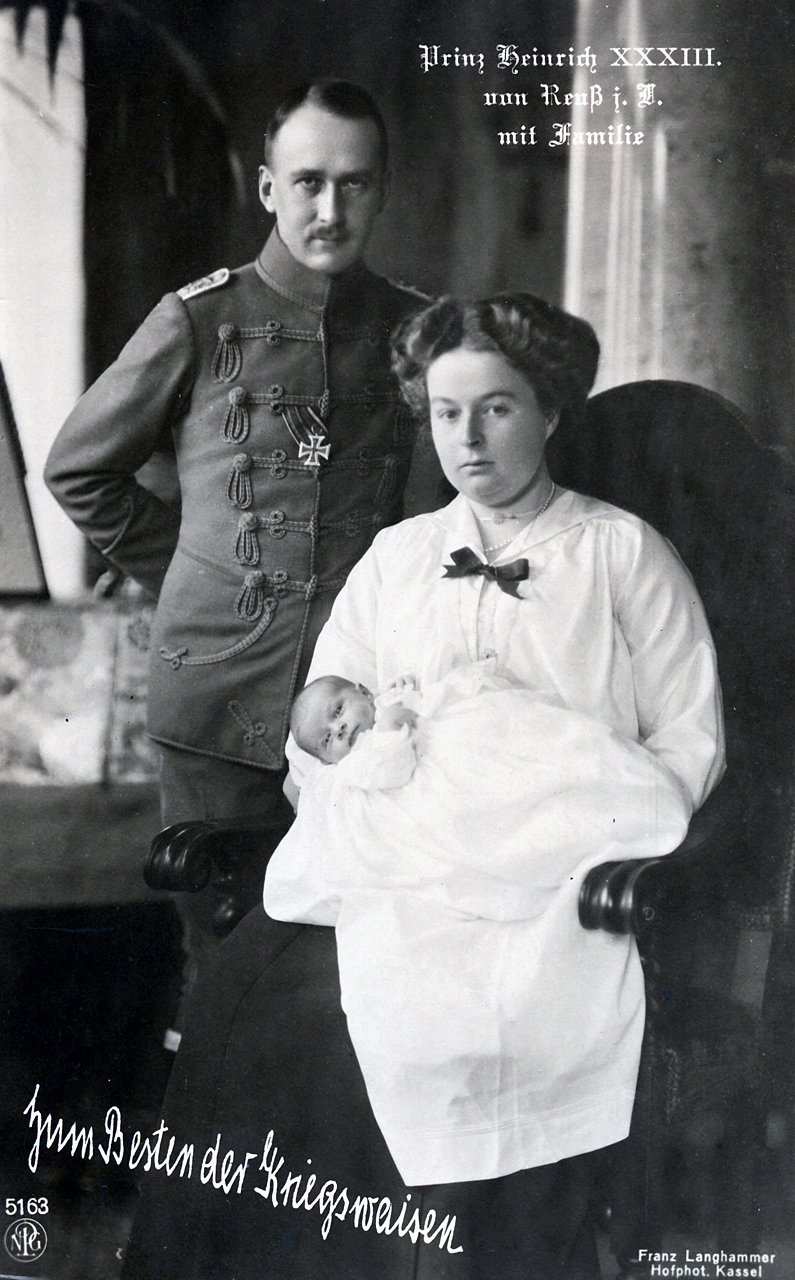
Heinrich XXXIII. Reuß zu Köstritz (1879–1942)

- Reuß zu Köstritz, Heinrich II. (1803–1852), deutscher Adliger aus dem Hause Reuß-Köstritz
- Reuß zu Köstritz, Heinrich LXIII. (1786–1841), Angehöriger des Fürstenhauses Reuß
- Reuß zu Köstritz, Heinrich LXIX. (1792–1878), deutscher Standesherr
- Reuß zu Köstritz, Heinrich LXXIV. (1798–1886), deutscher Gutsbesitzer und Politiker
- Reuß zu Köstritz, Heinrich VII. (1825–1906), deutscher Diplomat
- Reuß zu Köstritz, Heinrich XIII. (1830–1897), preußischer General und Mitglied des Preußischen Herrenhauses
- Reuß zu Köstritz, Heinrich XIX. (1848–1904), preußischer Generalleutnant
- Reuß zu Köstritz, Heinrich XLVII. (1756–1833), deutscher Regierungspräsident
- Reuß zu Köstritz, Heinrich XVIII. (1847–1911), preußischer General der Kavallerie
- Reuß zu Köstritz, Heinrich XXIV. (1855–1910), deutscher Komponist
- Reuß zu Köstritz, Heinrich XXVIII. (1859–1924), deutscher Adliger und Autor
- Reuß zu Köstritz, Heinrich XXXI. (1868–1929), Gutsbesitzer und Politiker
- Reuß zu Köstritz, Heinrich XXXIII. (1879–1942), deutscher DiplomatHeinrich XXXIII. Reuß zu Köstritz (1879–1942)
- Reuß zu Köstritz, Heinrich XXXIX. (1891–1946), deutscher Adliger
- Reuß zu Köstritz, Heinrich XXXVII. (1888–1964), deutscher Generalleutnant (Luftwaffe der Wehrmacht)
- Reuß zu Schleiz, Emilie Agnes (1667–1729), Gräfin von Promnitz auf Sorau und Triebel, Herzogin von Sachsen-Weißenfels-Dahme, Inhaber der Herrschaft Drehna und von Vetschau
- Reuss, Adolph (1804–1878), deutschamerikanischer Arzt und Zoologe (Herpetologe, Arachnologe)
- Reuss, Albert (1889–1975), österreichisch-englischer Maler und Bildhauer
- Reuss, Allan (1915–1988), US-amerikanischer Jazzgitarrist des Swing
- Reuss, András (1900–1968), ungarischer Maschinenbauingenieur
- Reuss, András (* 1938), ungarischer lutherischer Theologe und Hochschullehrer
- Reuß, Andreas (* 1954), deutscher Schriftsteller, Fotograf, Lehrer und Lokalpolitiker
- Reuss, Anthony (* 1963), US-amerikanisch-deutscher Basketballspieler
- Reuß, August (1871–1935), deutscher Komponist
- Reuss, August (1879–1954), österreichischer Kinderfacharzt
- Reuß, August (1902–1986), deutscher Verwaltungsbeamter und Landrat
- Reuss, August Emanuel von (1811–1873), österreichischer Mediziner, Geologe und Paläontologe
- Reuss, August Leopold von (1841–1924), österreichischer Augenarzt
- Reuß, Carl (1844–1918), deutscher Forstmann; Schöpfer der ersten Wanderwege im Harz
- Reuß, Christian Friedrich (1745–1813), deutscher Mediziner und Botaniker
- Reuß, Christian Friedrich von (1788–1874), württembergischer Oberamtmann und Regierungsrat
- Reuß, Christoph (* 1946), deutscher Politiker (SPD), MdHB, Diplom-Volkswirt
- Reuss, Daniel (* 1961), deutsch-niederländischer Chordirigent
- Reuss, Eduard (1804–1891), französisch-deutscher evangelischer Theologe
- Reuß, Else (1916–1996), deutsche Bühnen- und Filmschauspielerin
- Reuß, Ernst (* 1962), deutscher Jurist und Autor
- Reuß, Ferdinand Friedrich von (1778–1852), württembergischer Mediziner, Chemiker und Hochschullehrer
- Reuß, Franz (* 1879), deutscher Schriftsteller
- Reuss, Franz (1904–1992), deutscher Generalmajor der Luftwaffe im Zweiten Weltkrieg
- Reuß, Franz Ambrosius (1761–1830), böhmischer Arzt, Mineraloge und Geologe
- Reuss, Frederick Gustav (1904–1985), US-amerikanischer Ökonom
- Reuß, Friedrich Anton (1810–1868), Arzt, Philologe und Bibliothekar
- Reuss, Gusso (1885–1962), deutscher Chemiker und Glasurentwickler
- Reuß, Gustav (1833–1896), württembergischer Oberamtmann
- Reuß, Heinrich XIII. Prinz (* 1951), deutscher Unternehmer und TerrorverdächtigerHeinrich XIII. Prinz Reuß (* 1951)

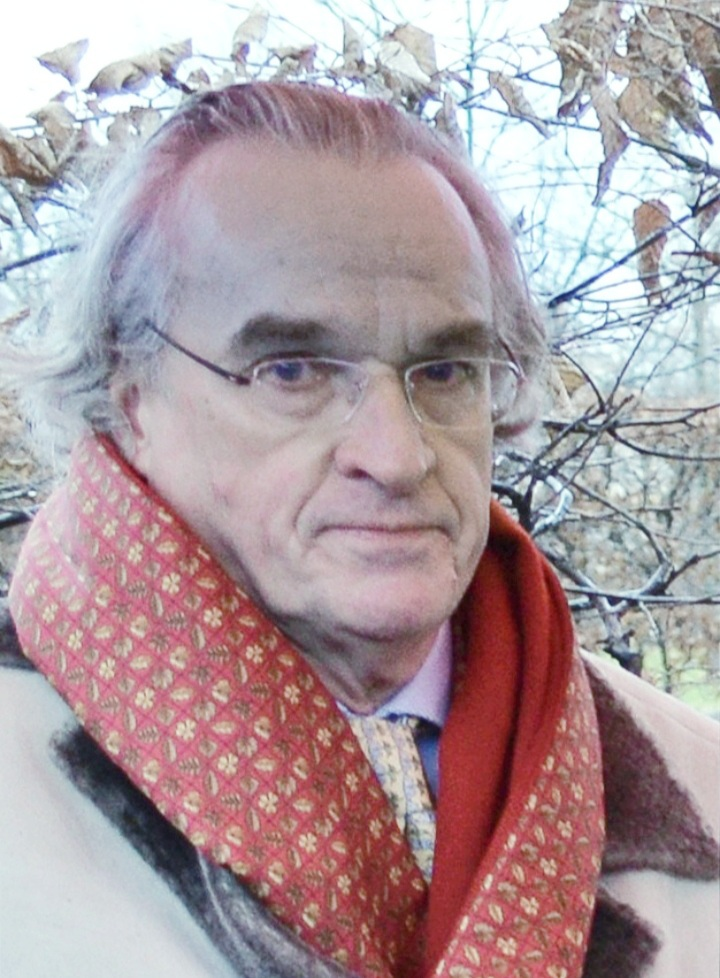
Heinrich XIII. Prinz Reuß (* 1951)

- Reuß, Heinrich XLV. Erbprinz (* 1895), deutscher PrinzHeinrich XLV. (* 1895)

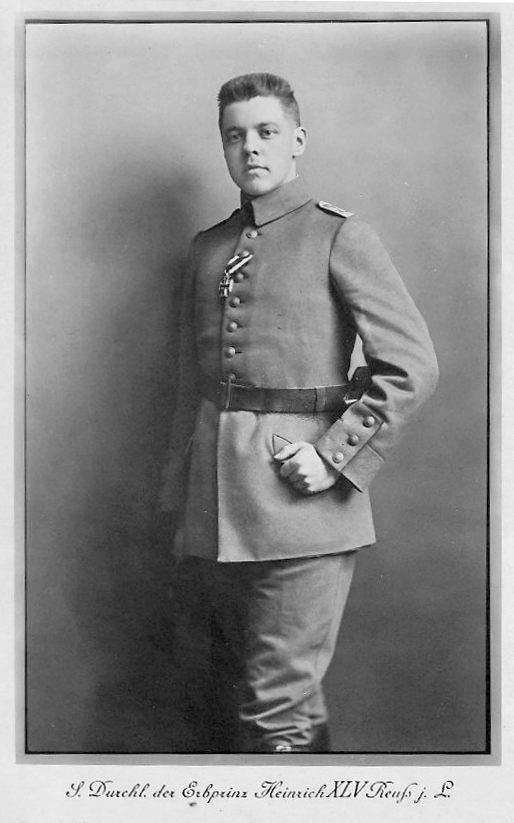
Heinrich XLV. (* 1895)

- Reuss, Henry S. (1912–2002), US-amerikanischer Politiker
- Reuß, Hermann (1848–1931), deutscher Forstmann, Fachbuchautor und Pädagoge
- Reuss, Jeremias David (1750–1837), deutscher Philologe, Literaturhistoriker und Bibliothekar
- Reuß, Jeremias Friedrich (1700–1777), deutscher Theologe
- Reuß, Johann Leonhard (1798–1883), deutscher Politiker Freie Stadt Frankfurt
- Reuß, Jörn (* 1968), deutscher Radrennfahrer
- Reuß, Josef Maria (1906–1985), deutscher Geistlicher, Weihbischof in Mainz
- Reuß, Joseph (1904–1986), deutscher katholischer Theologe, Neutestamentler
- Reuss, Jox (* 1941), deutscher Maler und Bildhauer
- Reuß, Julius (1814–1883), evangelischer Pfarrer und Begründer der Schmiedelanstalten
- Reuß, Karl (1844–1922), deutscher Bergbau- und Hütteningenieur und Prähistoriker
- Reuss, Karl-Ferdinand (1907–1973), deutscher Rechtsanwalt
- Reuss, Leo (1891–1946), österreichisch-amerikanischer Schauspieler
- Reuß, Louis (1812–1888), deutscher Forstbeamter
- Reuß, Maternus (1751–1798), fränkischer Mönch, Philosoph und Hochschullehrer
- Reuß, Nikolaus (1809–1890), deutscher katholischer Priester, Ehrenbürger von Worms
- Reuss, Peter (* 1964), deutscher Diplomat
- Reuß, Philipp M. (* 1980), deutscher Rechtswissenschaftler und Hochschullehrer
- Reuß, Roland (* 1958), deutscher Literaturwissenschaftler und Editionsphilologe
- Reuß, Rudolf (1841–1924), elsässischer Pädagoge, Bibliothekar und Historiker
- Reuß, Stefan G. (* 1970), deutscher Kommunalpolitiker und Sparkassen- und Fußballfunktionär
- Reuß, Theodor (1855–1923), deutscher Opernsänger, radikaler politischer Aktivist, Journalist, Sexualmagier, Theosoph, Freimaurer und Gründer okkulter OrdenTheodor Reuß (1855–1923)

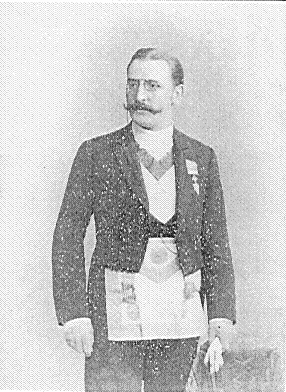
Theodor Reuß (1855–1923)

- Reuss, Ulrich (1918–1983), deutscher Tierarzt
- Reuss, Wilhelm (1897–1979), deutscher Jurist, Staatssekretär
- Reuss, Wilhelm Franz (1886–1945), deutscher Dirigent
- Reuß, Zoë von (1832–1924), deutsche Schriftstellerin
- Reuss-Belce, Luise (1860–1945), österreichisch-deutsche Opernsängerin (Sopran)
- Reuß-Gaudelius, Anna (1818–1861), deutsche Theaterschauspielerin und Sängerin (Sopran)
- Reuss-Löwenstein, Harry (1880–1966), deutscher Schriftsteller, Maler, Grafiker und Kunstkritiker
- Reusse, Linn (* 1992), deutsche Schauspielerin
- Reusse, Peter (1941–2022), deutscher Schauspieler, Synchronsprecher und Schriftsteller
- Reusse, Sebastian (* 1965), deutscher Schauspieler
- Reusse, Stephan (* 1954), deutscher Künstler
- Reußenzehn, Thomas (1955–2022), deutscher Elektroingenieur, Entwickler und Hersteller von handgefertigten Röhrenverstärkern
- Reusser, Benjamin (* 1987), Schweizer Unihockeyspieler
- Reusser, Christoph (* 1957), Schweizer Klassischer Archäologe
- Reusser, Francis (1942–2020), Schweizer Filmregisseur und Fotograf
- Reusser, Kurt (* 1950), Schweizer Pädagoge
- Reusser, Marlen (* 1991), Schweizer RadsportlerinMarlen Reusser (* 1991)

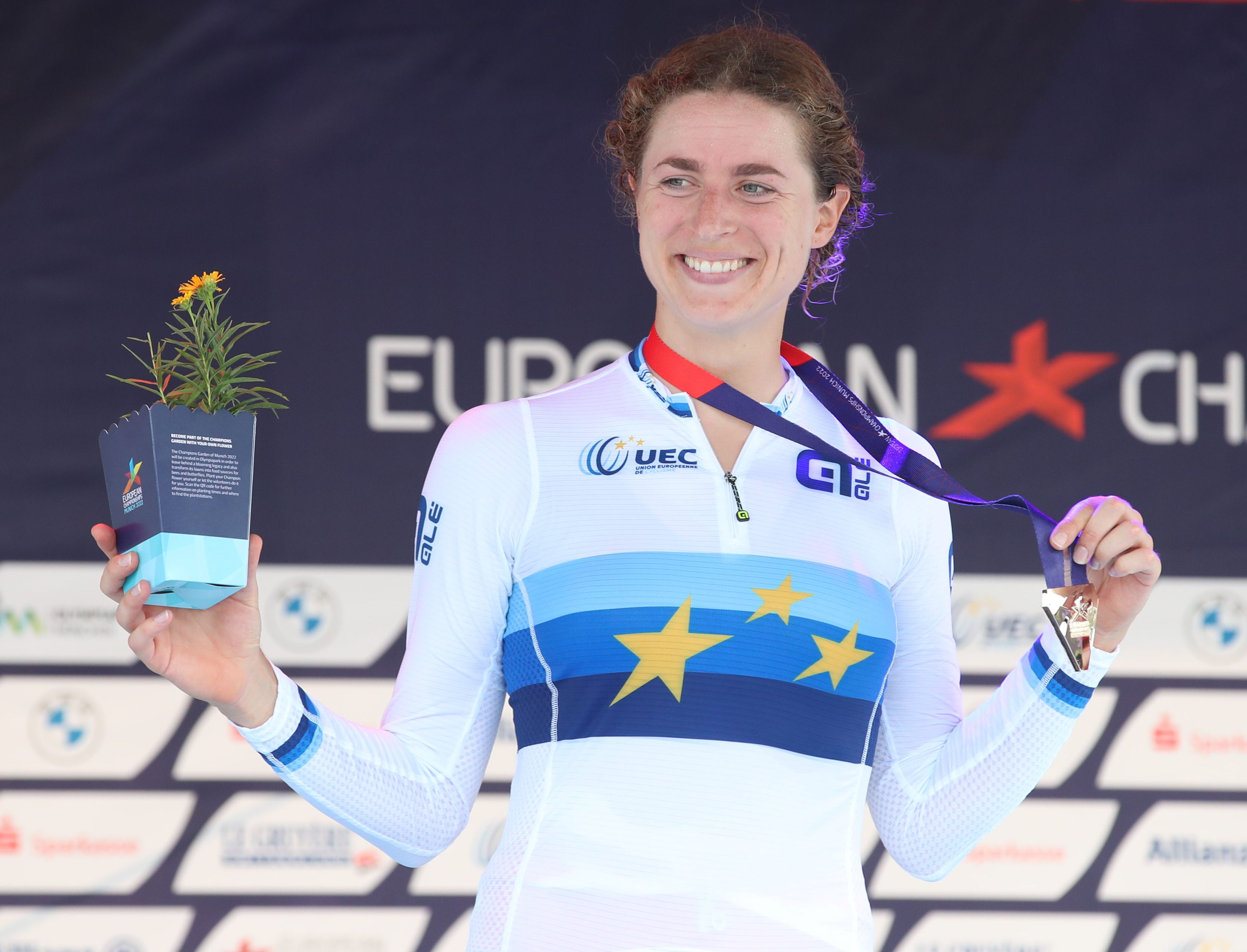
Marlen Reusser (* 1991)

- Reusser, Robert (* 1945), Schweizer Radrennfahrer
- Reussille, Denis de la (* 1960), Schweizer Politiker (PdA/NE)
- Reussing, Heinrich Christian Theodor (1767–1846), deutscher Mediziner
- Reussing, Marianne (1757–1831), deutsche Schriftstellerin
- Reußner, Karl Friedrich Ferdinand (1813–1895), Großherzoglicher Superintendent, Oberpfarrer und Kirchenrat
- Reußwig, Hartmut (* 1952), deutscher Komponist und Kirchenmusiker
- Reußwig, Tobias (* 1989), deutscher Schriftsteller
- Reust, Céline (* 1997), schweizerische Tischtennisspielerin
- Reust, Clara (1916–2000), Schweizer Rassehygienikerin

### Reut
- Reut, Marguerite (1924–2018), schweizerische Ethnologin, Autorin, Botschaftsangestellte und Dolmetscherin
- Reut-Nicolussi, Eduard (1888–1958), österreichischer Jurist und Politiker, Abgeordneter zum Nationalrat

#### Reute
- Reutegger, Hansueli (* 1966), Schweizer Politiker (SVP)
- Reuteler, Bruno (* 1971), Schweizer Skispringer
- Reuteler, Fabienne (* 1979), Schweizer Snowboarderin
- Reuteler, Géraldine (* 1999), Schweizer FussballspielerinGéraldine Reuteler (* 1999)

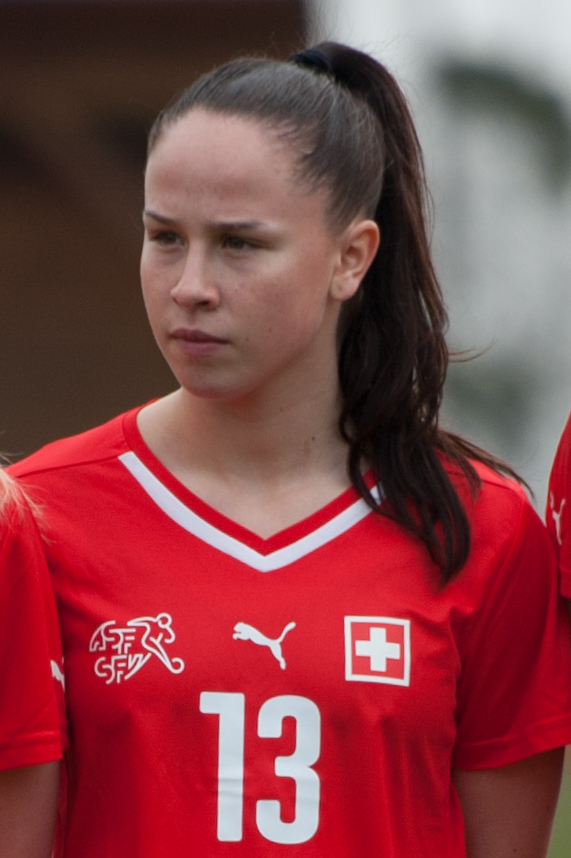
Géraldine Reuteler (* 1999)

- Reuteler, Peter (* 1947), Schweizer Politiker (FDP)
- Reutemann, Carlos (1942–2021), argentinischer Automobilrennfahrer und Politiker
- Reuten, Geert (1946–2025), niederländischer Politiker und Wirtschaftswissenschaftler
- Reuten, Thekla (* 1975), niederländische Schauspielerin
- Reuter, Albert (1926–2012), deutscher Politiker (CDU), MdL
- Reuter, Ambrosius (1497–1564), Wittenberger Bürgermeister, Richter und Kämmerer
- Reuter, André (* 1947), luxemburgischer Wirtschafts- und Informations-Wissenschaftler
- Reuter, Andreas (1798–1847), deutscher Orgelbauer
- Reuter, Andreas (* 1949), deutscher Informatikprofessor und Wissenschaftsmanager
- Reuter, Andreas (* 1982), deutscher Chorleiter, Pianist und Musikpädagoge
- Reuter, Astrid, deutsche Religionswissenschaftlerin und Hochschullehrerin
- Reuter, Bernd (* 1940), deutscher Politiker (SPD), MdB
- Reuter, Bernd (* 1943), deutscher Politiker (Bündnis 90), MdL
- Reuter, Bernhard (* 1955), deutscher Politiker (SPD)
- Reuter, Bjarne (* 1950), dänischer Schriftsteller und Kinderbuchautor
- Reuter, Carl (1900–1979), deutscher Politiker (NSDAP), MdR
- Reuter, Christian, deutscher Schriftsteller des Barock
- Reuter, Christian (1863–1915), deutscher Historiker und Pädagoge
- Reuter, Christian (* 1984), deutscher Informatiker und Hochschullehrer
- Reuter, Christoph (* 1968), deutscher Journalist, Kriegsberichterstatter und BuchautorChristoph Reuter (* 1968)

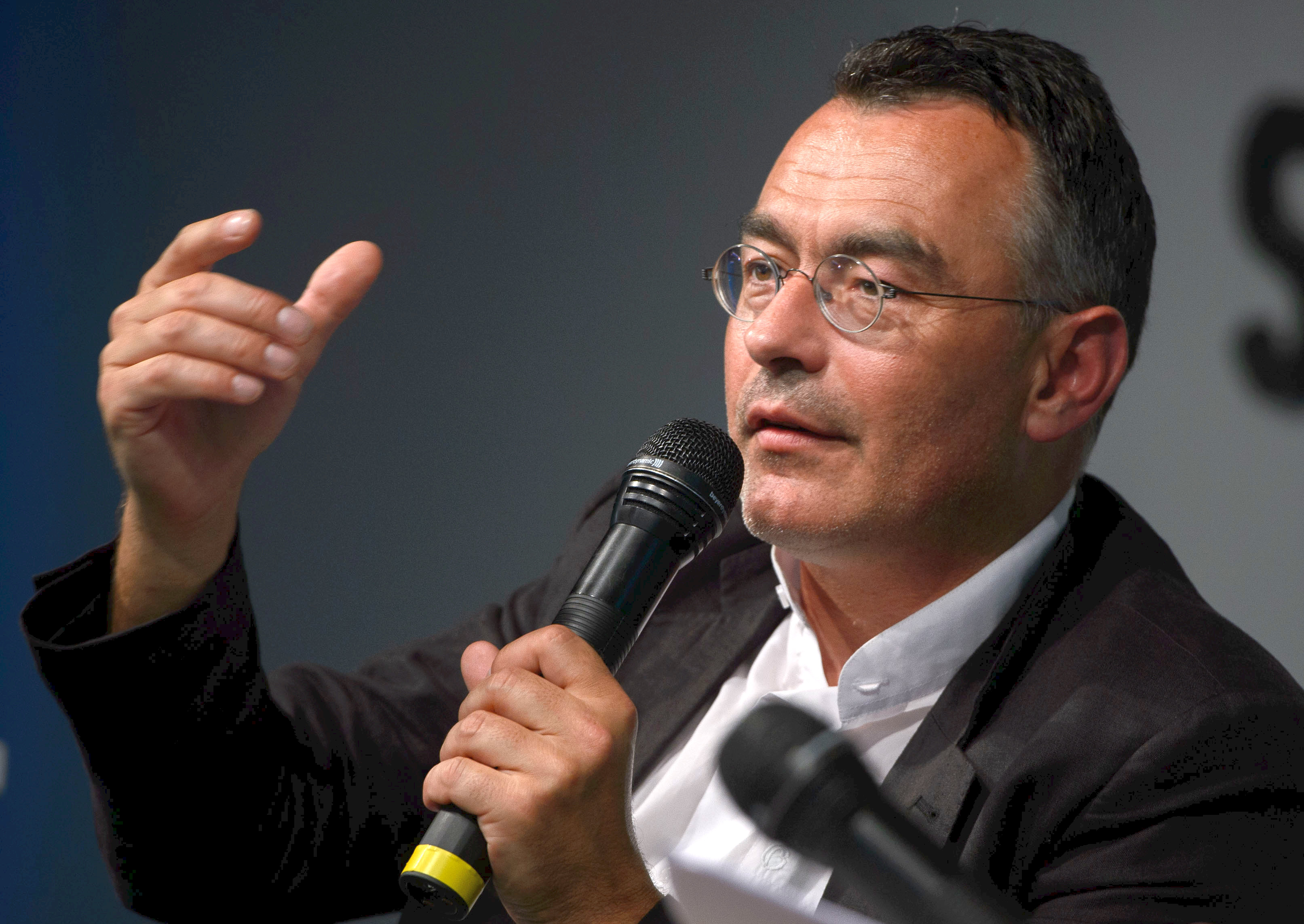
Christoph Reuter (* 1968)

- Reuter, Christoph (* 1968), deutscher Musikwissenschaftler
- Reuter, Christoph (* 1977), deutscher Jazzpianist, Komponist und Musikpädagoge
- Reuter, Claudia, deutsche Musikwissenschaftlerin
- Reuter, Conrad (1832–1895), deutscher Geometer und Hofrat
- Reuter, Detlef (* 1958), deutscher Künstler
- Reuter, Dieter (1940–2016), deutscher Rechtswissenschaftler
- Reuter, Eduard von (1855–1942), deutscher Bauingenieur und hochrangiger bayerischer Baubeamter
- Reuter, Edward Byron (1881–1946), US-amerikanischer Soziologe
- Reuter, Edzard (1928–2024), deutscher Unternehmer, Vorstandsvorsitzender der Daimler-Benz AG (1987–1995)Edzard Reuter (1928–2024)

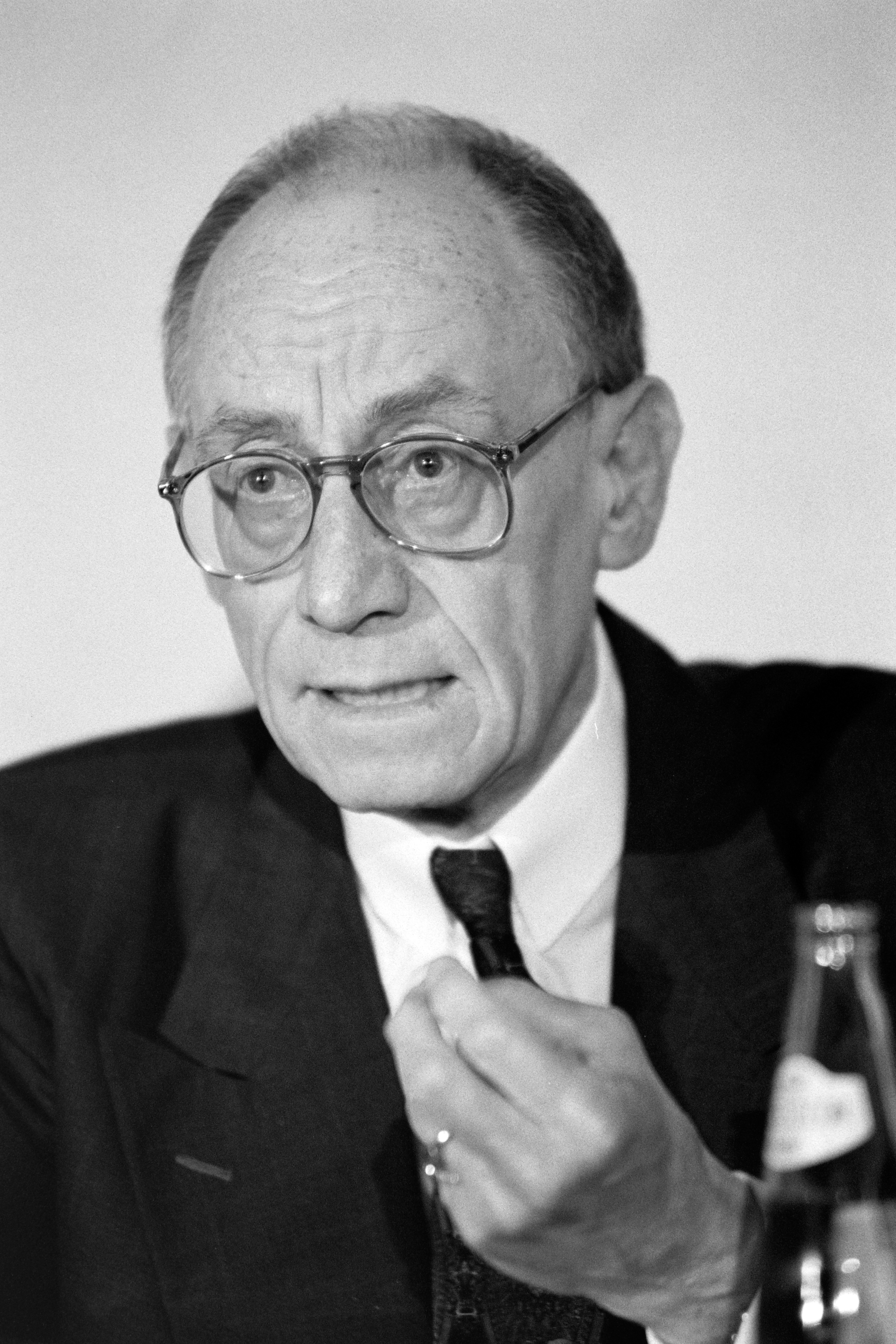
Edzard Reuter (1928–2024)

- Reuter, Eike (1938–2005), deutscher Kirchenmusiker, Landeskirchenmusikdirektor von Thüringen
- Reuter, Eleonore (* 1961), deutsche römisch-katholische Theologin
- Reuter, Elisabeth (1853–1903), deutsche Malerin
- Reuter, Elisabeth (1902–1973), deutsch-amerikanische Malerin und Grafikerin
- Reuter, Elisabeth Naomi (1946–2017), deutsche Malerin, Illustratorin und Kinderbuchautorin
- Reuter, Émile (1874–1973), luxemburgischer Politiker
- Reuter, Erich (1904–1989), deutscher Offizier, zuletzt Generalmajor im Zweiten Weltkrieg
- Reuter, Erich Fritz (1911–1997), deutscher Maler, Bildhauer und Kunstprofessor
- Reuter, Ernest G. (* 1933), deutscher Grafiker
- Reuter, Ernestine (1870–1934), deutsche Aktivistin der bürgerlichen Frauenbewegung und Pazifistin
- Reuter, Ernst (1889–1953), deutscher Politiker (SPD), MdR, MdA und KommunalwissenschaftlerErnst Reuter (1889–1953)

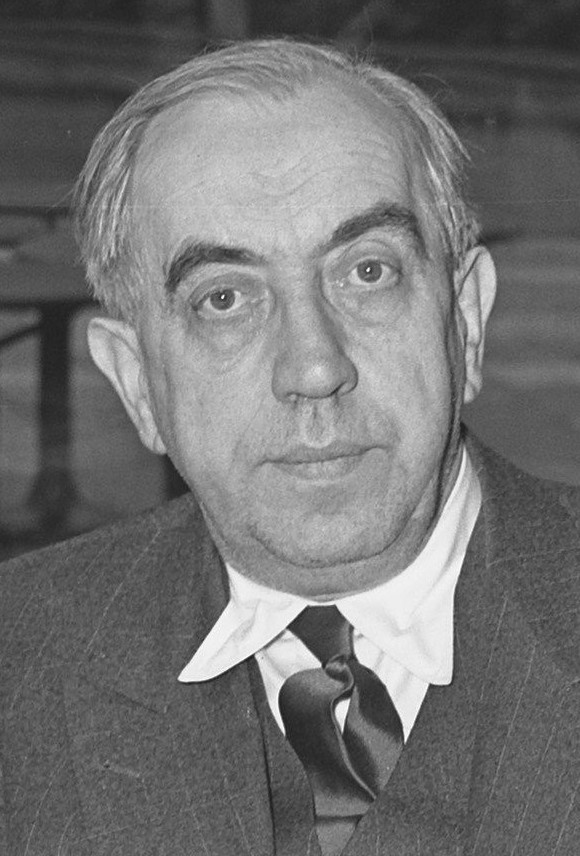
Ernst Reuter (1889–1953)

- Reuter, Eugen (1885–1955), deutscher Politiker (Zentrum, BCSV, CDU)
- Reuter, Franz (1897–1967), deutscher Journalist
- Reuter, Franz (1919–1989), deutscher Kommunalpolitiker (CDU)
- Reuter, Franz Josef Hermann (1799–1873), deutscher Klassischer Philologe
- Reuter, Friedrich (1802–1872), deutscher Fortmann
- Reuter, Friedrich (* 1905), saarländischer Jurist und Politiker (parteilos)
- Reuter, Friedrich Ehregott (1801–1862), deutscher Stadtgerichtspräsident und Jurist
- Reuter, Friedrich Wilhelm (1821–1890), deutscher Kaufmann und Tabakfabrikant
- Reuter, Fritz (1810–1874), deutscher Dichter und Schriftsteller der niederdeutschen Sprache
- Reuter, Fritz (1875–1959), österreichischer Rechtsmediziner
- Reuter, Fritz (1895–1971), deutscher Maler
- Reuter, Fritz (1896–1963), deutscher Komponist, Musikwissenschaftler, Pädagoge und Kapellmeister
- Reuter, Fritz (1900–1968), deutscher Politiker (KPD, SED)
- Reuter, Fritz (1911–2000), deutscher Widerstandskämpfer und Politiker (KPD, SED), MdV
- Reuter, Fritz (1925–1994), deutscher Geologe und Hochschullehrer
- Reuter, Fritz (1929–2021), deutscher Historiker und Archivar
- Reuter, Gabriele (1859–1941), deutsche SchriftstellerinGabriele Reuter (1859–1941)

Gabriele Reuter (1859–1941)

- Reuter, Georg (1855–1930), deutscher Richter
- Reuter, Georg (1902–1969), deutscher Gewerkschaftsfunktionär
- Reuter, Georg (1935–2003), argentinischer Komponist der „modernen Klassik“
- Reuter, Georg Johann (1776–1845), deutscher Jurist, Bürgermeister und Vater von Fritz Reuter
- Reuter, Gerd (1944–2017), deutscher Journalist
- Reuter, Gerhard (1921–2014), deutscher Agrarwissenschaftler und Hochschullehrer
- Reuter, Gerhard (1929–2017), deutscher pharmazeutischer Biologe
- Reuter, Gerhard (1929–2019), deutscher Veterinärmediziner
- Reuter, Gottfried (1585–1634), deutscher Rechtswissenschaftler
- Reuter, Hans (1895–1982), deutscher Maschinenbau-Ingenieur und Industriemanager
- Reuter, Hans Peter (1942–2024), deutscher Künstler
- Reuter, Hans-Heinrich (1923–1978), deutscher Germanist und Literaturwissenschaftler
- Reuter, Hans-Richard (* 1947), deutscher evangelischer Theologe und Ethiker
- Reuter, Hansjörg (* 1983), deutscher Biathlet
- Reuter, Harald (1934–2022), deutscher Mediziner
- Reuter, Harry (1921–1992), britischer Mathematiker
- Reuter, Heinz (1914–1994), österreichischer Meteorologe und Direktor der Zentralanstalt für Meteorologie und Geodynamik (ZAMG) in Wien
- Reuter, Helmut (* 1946), deutscher Psychologe und Professor
- Reuter, Herbert (1909–1994), deutscher Gebrauchsgrafiker
- Reuter, Hermann (1817–1889), lutherischer Theologe, Kirchenhistoriker und Abt des Klosters Bursfelde
- Reuter, Hermann (1870–1934), deutscher Jurist und Ministerialdirektor
- Reuter, Hermann (1880–1970), deutscher Bibliothekar und Mundartforscher
- Reuter, Hubert (* 1927), deutscher Agrarwissenschaftler und Ministerialbeamter
- Reuter, Hugo (1930–2021), deutscher Politiker (SPD), MdL
- Reuter, Ina (* 1966), deutsche Schauspielerin
- Reuter, Ingo (* 1968), deutscher evangelischer Theologe
- Reuter, Jakob (1911–2007), deutscher Priester
- Reuter, Jakob Ferdinand (1888–1940), deutscher Klempner und Landtagsabgeordneter im Volksstaat Hessen (SPD)
- Reuter, Johann Wilhelm Ferdinand von (1782–1860), königlich preußischer Generalmajor und zuletzt Kommandant der Festung Saarlouis
- Reuter, Johannes († 1536), deutscher Geistlicher
- Reuter, Johannes (1768–1829), Landtagsabgeordneter Großherzogtum Hessen
- Reuter, Johannes (1897–1975), deutscher Architekt und Politiker (Ost-CDU), MdL Sachsen-Anhalt
- Reuter, Jürgen (* 1941), deutscher Schauspieler
- Reuter, Karine (* 1969), luxemburgische Notarin und Fernsehmoderatorin
- Reuter, Karl (1877–1960), deutscher Landrat
- Reuter, Karl (1902–1993), deutscher Turner
- Reuter, Karsten (* 1970), deutscher Physiker und Chemiker
- Reuter, Katharina (* 1976), deutsche Nachhaltigkeitsexpertin, Zukunftslobbyistin und (Kommunal-)Politikerin
- Reuter, Kilian († 1516), deutscher Humanist und Dramatiker
- Reuter, Kim (* 1971), deutsche Malerin
- Reuter, Knut (* 1959), deutscher Arzt und Sanitätsoffizier
- Reuter, Ludwig von (1869–1943), deutscher Admiral
- Reuter, Luise (1817–1894), Ehefrau des Dichters Fritz Reuter
- Reuter, Lutz Rainer (* 1943), deutscher Erziehungswissenschaftler, Bildungspolitikforscher und Hochschullehrer
- Reuter, Maike Johanna (* 1989), deutsche Theater- und FilmschauspielerinMaike Johanna Reuter (* 1989)

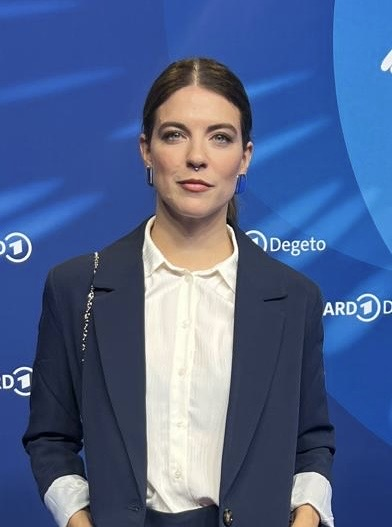
Maike Johanna Reuter (* 1989)

- Reuter, Manfred (* 1957), deutscher Journalist und Autor
- Reuter, Manuel (* 1961), deutscher Automobilrennfahrer
- Reuter, Marcel (* 1982), deutscher Badmintonspieler
- Reuter, Marcus (* 1966), deutscher Archäologe
- Reuter, Markus (* 1972), deutscher Gitarrist, Komponist und Musikproduzent
- Reuter, Martin (* 1958), deutscher theoretischer Physiker
- Reuter, Martina (* 1979), österreichische Fernsehmoderatorin und Modejournalistin
- Reuter, Matthias (* 1976), deutscher Kabarettist
- Reuter, Melina (* 2005), deutsche Fußballspielerin
- Reuter, Michael (* 1948), deutscher Politiker (SPD), MdL
- Reuter, Milly (1904–1976), deutsche Leichtathletin und Olympiateilnehmerin
- Reuter, Norbert (* 1960), deutscher Volkswirt
- Reuter, Odo (1850–1913), finnischer Entomologe
- Reuter, Otto (1886–1922), deutscher Maschinenbau-Ingenieur und Flugzeug-Konstrukteur
- Reuter, Otto Sigfrid (1876–1945), deutscher Begründer einer deutschvölkischen Religionsgemeinschaft
- Reuter, Paul Julius (1816–1899), deutscher UnternehmerPaul Julius Reuter (1816–1899)

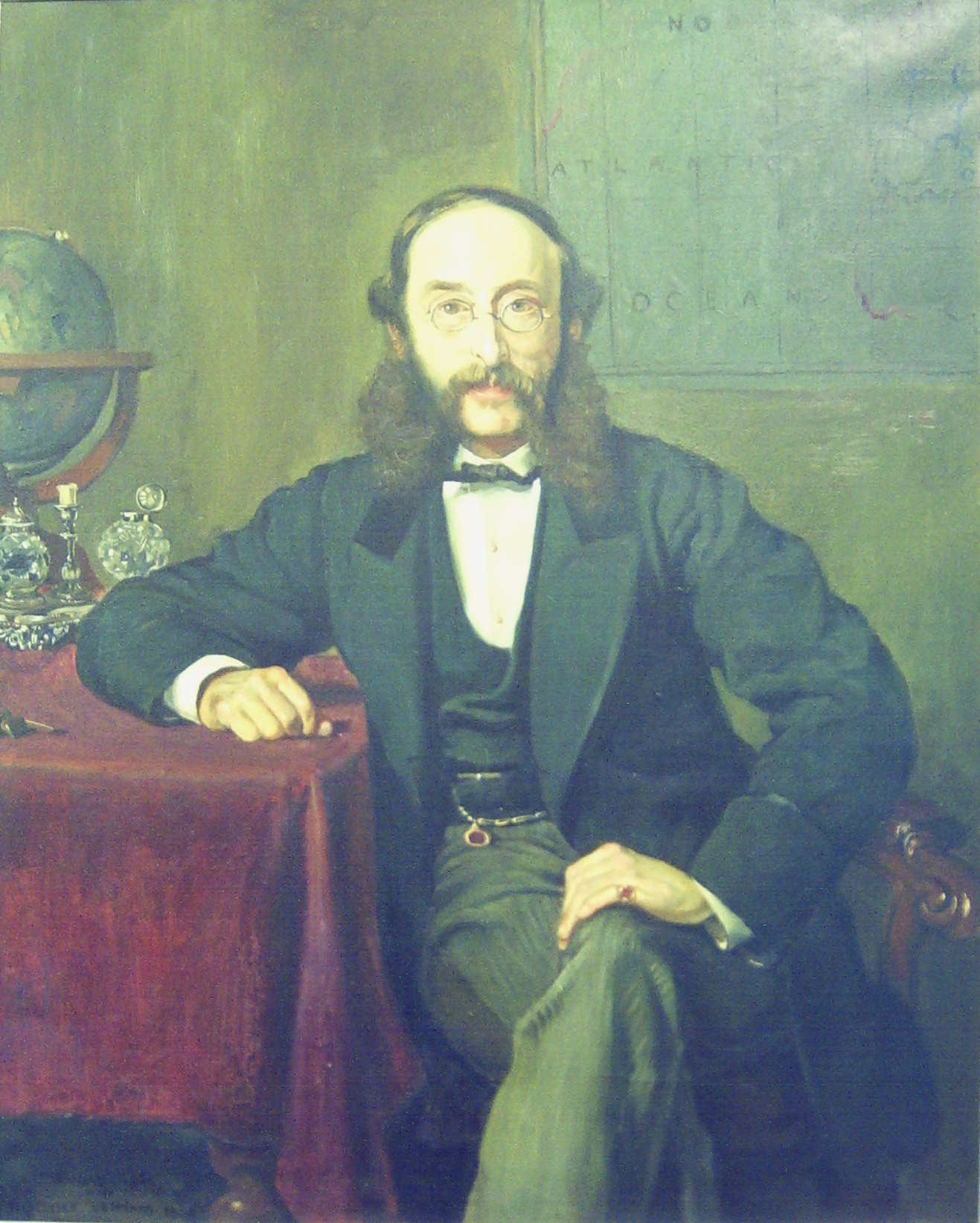
Paul Julius Reuter (1816–1899)

- Reuter, Peter (1936–2002), deutscher Maler und Porträtist
- Reuter, Peter (* 1944), US-amerikanischer Kriminologe
- Reuter, Peter (* 1959), deutscher Bibliothekar
- Reuter, Philipp (* 1987), deutscher Handballspieler
- Reuter, Richard Friedrich (1861–1942), deutscher Architekt
- Reuter, Robert (1816–1864), deutscher Verwaltungsjurist und Politiker in Preußen
- Reuter, Rolf (1926–2007), deutscher Dirigent und Hochschullehrer
- Reuter, Rudolf (1834–1871), deutscher Schiffbaumeister und Unternehmer
- Reuter, Rudolf (1891–1977), deutscher Bibliothekar und Hochschullehrer
- Reuter, Rudolf (1920–1983), deutscher Musikwissenschaftler, Orgeldenkmalpfleger, Organist, Cembalist, Dirigent, Kammermusiker und Professor
- Reuter, Rudolf (1946–1964), deutscher Soldat, Todesopfer an der innerdeutschen Grenze
- Reuter, Sabine (* 1956), deutsche Ruderin
- Reuter, Sophia (* 1971), deutsche Geigerin und Bratschistin
- Reuter, Stefan (* 1966), deutscher Fußballspieler und -managerStefan Reuter (* 1966)

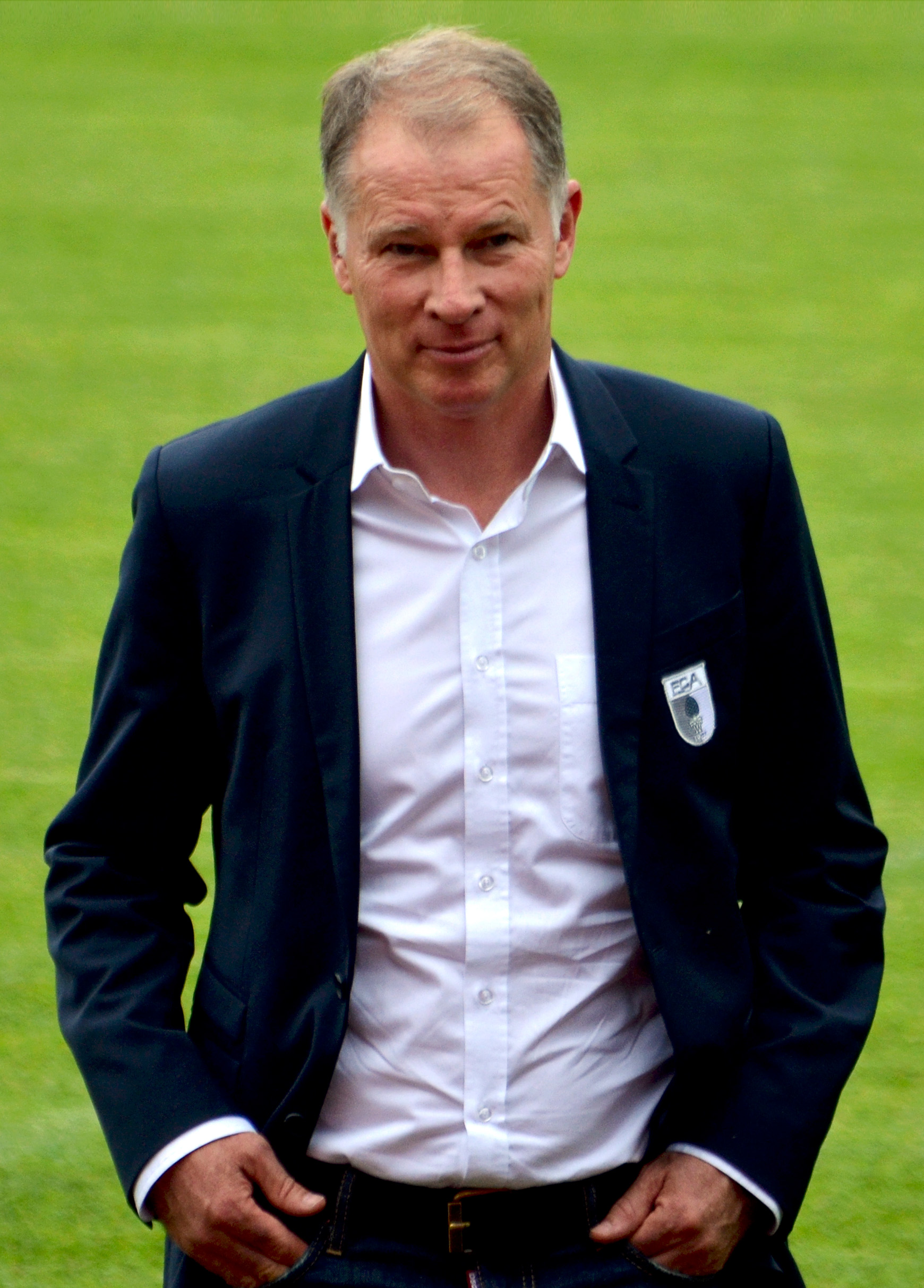
Stefan Reuter (* 1966)

- Reuter, Steffen (* 1972), deutscher Filmproduzent
- Reuter, Theo (* 1905), deutscher Bandleader, Komponist und Arrangeur
- Reuter, Theodor (1813–1864), deutscher Theologe, Pastor und Parlamentarier
- Reuter, Theodor (1837–1902), österreichischer Architekt und Baubeamter
- Reuter, Theodor (1838–1909), deutscher Maschinenbauingenieur und Königlich-Preußischer Schuldirektor
- Reuter, Thomas (* 1952), deutscher Komponist, Chorleiter, Pianist und Vokalist
- Reuter, Thomas (* 1992), deutscher Basketballspieler
- Reuter, Timo (* 1973), deutscher Fußballspieler
- Reuter, Timothy (1947–2002), deutsch-britischer Historiker und Hochschullehrer
- Reuter, Torsten (* 1982), deutscher Fußballspieler
- Reuter, Travis (* 1986), amerikanischer Fusion- und Jazzmusiker (Gitarre, Komposition)
- Reuter, Ulrich (* 1962), deutscher Politiker (CSU)Ulrich Reuter (* 1962)

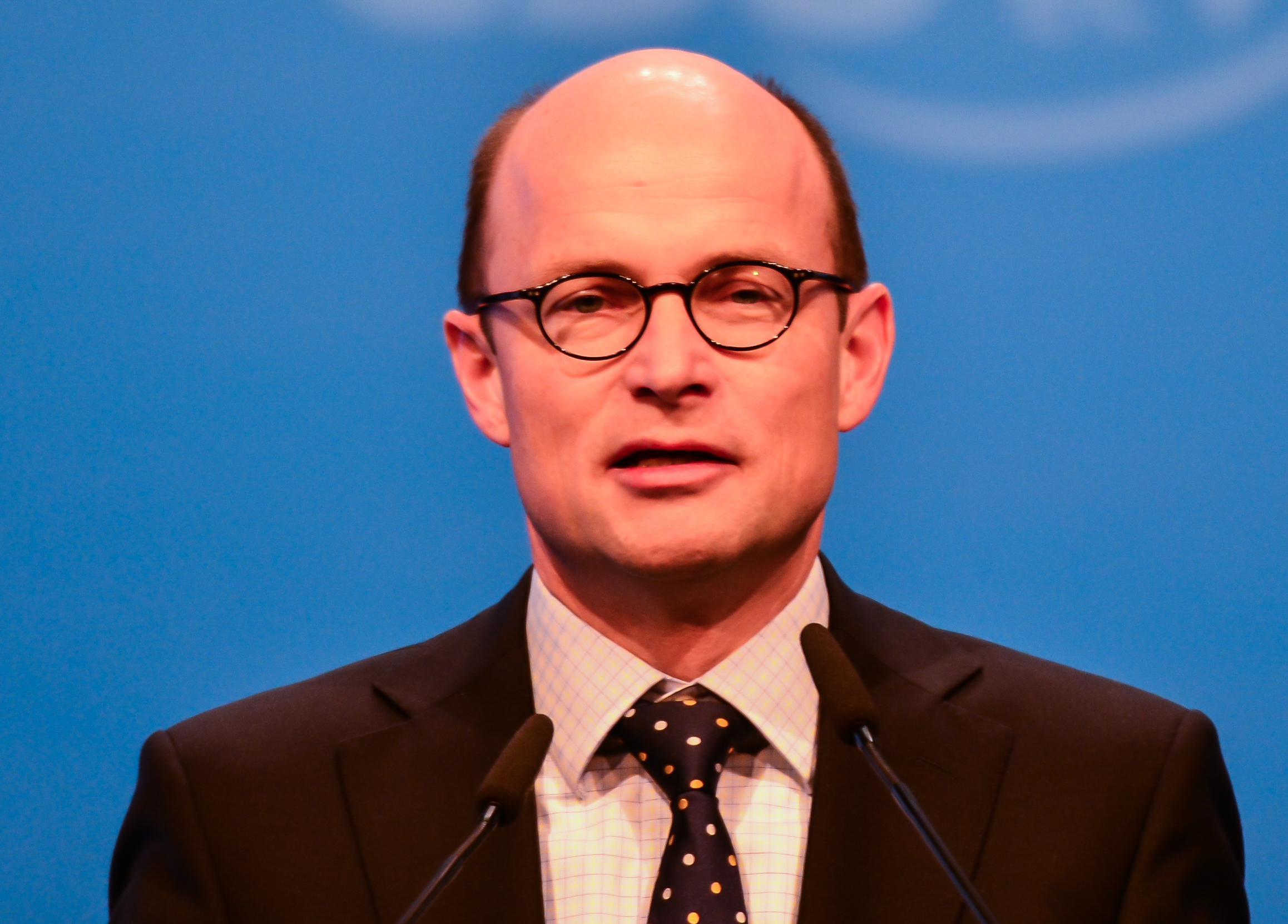
Ulrich Reuter (* 1962)

- Reuter, Ulrich (* 1964), deutscher Verlagskaufmann und Politiker (FDP), MdL
- Reuter, Ulrich (* 1966), deutscher Filmmusikkomponist und -Produzent
- Reuter, Uwe (1934–2011), deutscher Fußballspieler
- Reuter, Uwe (* 1967), deutscher Neurologe
- Reuter, Uwe Hans (* 1955), deutscher Bankkaufmann, Jurist, Banken- und Versicherungsmanager sowie Honorarkonsul der Republik Österreich
- Reuter, Waldemar (1873–1950), deutscher Arzt
- Reuter, Walter (1906–2005), deutscher Fotograf und Widerstandskämpfer, Spanienkämpfer und Kenner Mexikos
- Reuter, Wilfried (1940–2011), deutscher Pfarrer und Evangelist
- Reuter, Wilfried (* 1952), deutscher Lehrer für Buddhismus
- Reuter, Wilhelm (1768–1834), deutscher Maler und Lithograf
- Reuter, Wilhelm (1803–1881), deutscher Gymnasiallehrer und -direktor in Aurich
- Reuter, Wilhelm (1836–1913), deutscher Förster
- Reuter, Wilhelm (1859–1937), deutscher Genre-, Bildnis- und Landschaftsmaler
- Reuter, Wilhelm (1888–1948), deutscher Geistlicher und westerwälder Mundartdichter
- Reuter, Wilhelm (1896–1957), deutscher Dichter
- Reuter, Willi (* 1953), deutscher Fußballspieler
- Reuter, Wolf (* 1984), deutscher Ökonom und politischer Beamter
- Reuter, Wolfgang (* 1924), deutscher Industrieller und letzter Generaldirektor der DEMAG
- Reuter, Wolfgang (1934–2022), deutscher Bildhauer
- Reuter, Wolfgang (* 1935), deutscher Politiker (SPD)
- Reuter, Wolfgang (* 1955), deutscher katholischer Theologe
- Reuter, Wolfgang (* 1969), belgischer Politiker
- Reuter, Wolfgang Andreas (1866–1947), deutscher Maschinenbau-Ingenieur und Unternehmer
- Reuter-Eichberg, Adele (1852–1928), deutsche Schauspielerin der Stummfilmzeit
- Reuter-Rautenberg, Anneliese (* 1934), deutsche Kunsthistorikerin
- Reuterdahl, Henrik (1795–1870), schwedischer Kirchenhistoriker und Bischof
- Reuterholm, Gustaf Adolf (1756–1813), schwedischer Graf und Staatsmann
- Reutermann, Wolf Rüdiger (1939–2006), deutscher Schauspieler, Hörspiel- und Synchronsprecher
- Reutern, Christoph von (1839–1859), deutscher Porträtmaler der Düsseldorfer Schule
- Reutern, Gerhardt Wilhelm von (1794–1865), baltischer Offizier und Maler
- Reutern, Johann von (1666–1714), Ratsherr in Riga
- Reutern, Michael von (1820–1890), kaiserlich russischer Finanzminister
- Reuters, Bernd (1901–1958), deutscher Grafiker
- Reutersberg, Bernhard (* 1954), deutscher Manager (E.on)
- Reutershahn, Armin (* 1960), deutscher FußballtrainerArmin Reutershahn (* 1960)

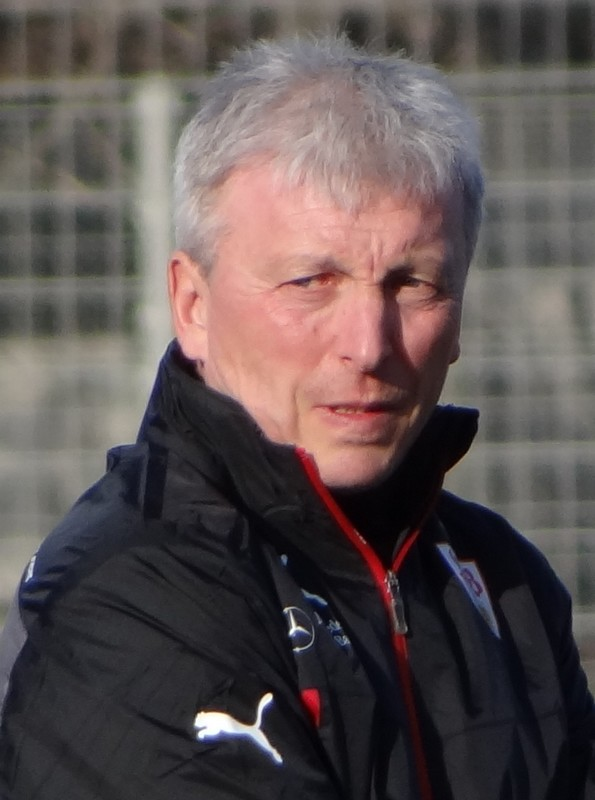
Armin Reutershahn (* 1960)

- Reuterskiöld, Casimir (1883–1953), schwedischer Sportschütze
- Reutersvärd, Oscar (1915–2002), schwedischer Künstler
- Reuterswärd, Carl Fredrik (1934–2016), schwedischer Maler und Bildhauer

#### Reuth
- Reuth, Ralf Georg (* 1952), deutscher Autor
- Reuthal, Cara (* 2001), deutsche Handballspielerin
- Reuthal, Simone (* 1979), deutsche Radio- und Fernsehmoderatorin
- Reuthe, Kurt (1881–1968), deutscher Jurist, Richter und Nationalsozialist
- Reuther, Almuth (* 1940), deutsche Organistin und Kantorin
- Reuther, Andreas (* 1977), deutscher Schauspieler
- Reuther, Anthonie Ernst (1819–1889), niederländischer Offizier und Politiker
- Reuther, August Ludwig (1780–1855), Kaufmann, Bürgermeister
- Reuther, Bernd (* 1971), deutscher Politiker (FDP), MdB
- Reuther, Carl (1834–1902), deutscher Unternehmer
- Reuther, Carl (1846–1908), deutscher Unternehmer
- Reuther, Christian Gotthelf (1742–1795), deutscher Zimmermann und Baumeister im sächsischen Barock
- Reuther, Danny (* 1988), deutscher Fußballspieler
- Reuther, Franz (1881–1957), deutscher Politiker (SPD), MdL
- Reuther, Friedel (1942–1999), deutscher Fußballspieler
- Reuther, Fritz (1882–1967), deutscher Industrieller und NS-Wirtschaftsführer
- Reuther, Georg M. (1923–2002), österreichischer Produktions- und Herstellungsleiter beim deutschen Film
- Reuther, Gerd (* 1959), deutscher Facharzt und Privatdozent für Radiologie
- Reuther, Hans (1920–1989), deutscher Architekturhistoriker und Bauforscher
- Reuther, Iris (* 1959), deutsche Architektin, Stadtplanerin und Hochschullehrerin
- Reuther, Manfred (* 1944), deutscher Kunsthistoriker
- Reuther, Marc (* 1996), deutscher Langsprint- und MittelstreckenläuferMarc Reuther (* 1996)

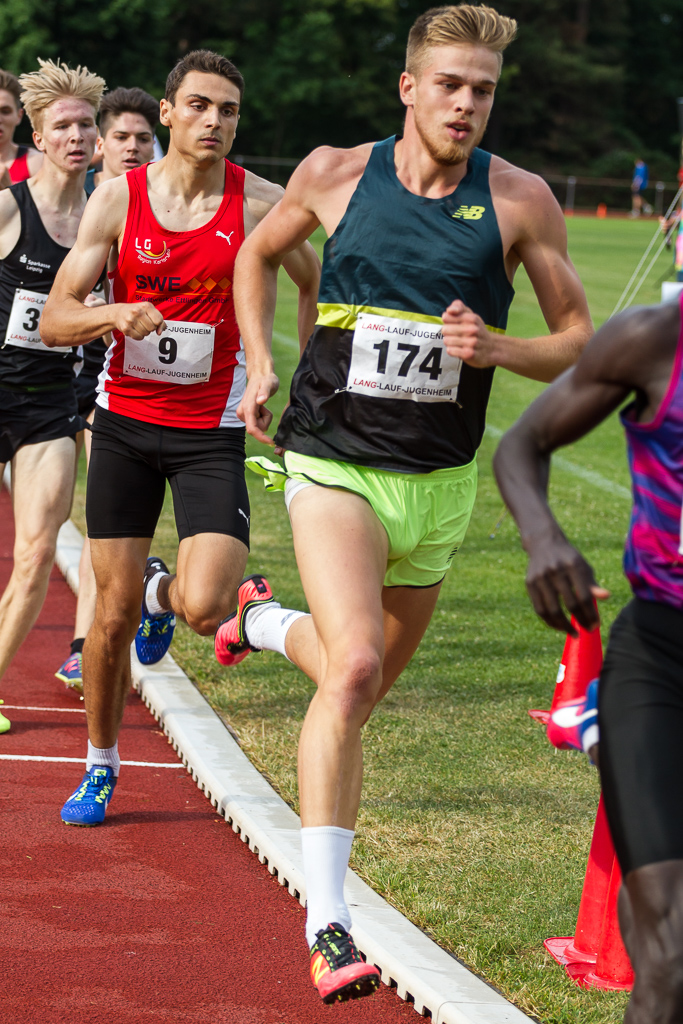
Marc Reuther (* 1996)

- Reuther, Marie (* 1996), dänische Schauspielerin
- Reuther, Martin (1901–1975), deutscher Kartographiehistoriker und Archivar
- Reuther, Oscar (1880–1954), deutscher Bauforscher
- Reuther, Otto (1890–1973), deutscher Hochschullehrer und Schriftsteller
- Reuther, Richard (1908–1992), deutscher Turner, Erfinder und Trainer
- Reuther, Rudolf (1912–2008), deutscher Physiker und Hochschullehrer
- Reuther, Walter (1907–1970), US-amerikanischer Gewerkschafter
- Reuther, Werner (1925–2016), deutscher Polizeioffizier und General der Volkspolizei
- Reuther, Wolf (1917–2004), deutscher Maler, Graphiker und Autor
- Reuther, Wolfgang (* 1963), deutscher Politiker (CDU), MdL
- Reuthner, Rosa (* 1948), deutsche Althistorikerin

#### Reuti
- Reutimann, David (* 1970), US-amerikanischer NASCAR-Fahrer

#### Reutl
- Reutler, Bernd (* 1942), deutscher Regisseur, Dozent und Autor
- Reutlinger, Charles (1816–1888), deutscher Silhouetteur, sowie deutsch-französischer Pionier der Fotografie
- Reutlinger, Christian (* 1971), Schweizer Sozialgeograph und Erziehungswissenschaftler
- Reutlinger, Émile (1825–1907), deutscher Fotograf
- Reutlinger, Hans (1895–1962), Schweizer Politiker
- Reutlinger, Hans (1929–2003), Schweizer Fussballspieler
- Reutlinger, Heinrich Philipp (1898–1963), deutscher Politiker (NSDAP), MdR, MdL
- Reutlinger, Jean (1891–1914), französischer Fotograf
- Reutlinger, Joachim (1553–1620), Schweizer Bürgermeister
- Reutlinger, Léopold-Émile (1863–1937), französischer Fotograf
- Reutlinger, Rudolf (1921–2004), Schweizer Jurist und Regierungsrat

#### Reutn
- Reutner, Friedrich (* 1937), deutscher Wirtschaftswissenschaftler
- Reutner, Ursula (* 1975), deutsche Sprachwissenschaftlerin

#### Reuto
- Reutow Oleg Alexandrowitsch (1920–1998), russisch-sowjetischer Chemiker

#### Reutt
- Reutt, Maria (1863–1942), polnische Schriftstellerin, Pädagogin und Bildungsaktivistin
- Reutter, Birgit (* 1988), deutsche Schauspieler, Sängerin und Synchronsprecherin
- Reutter, Georg der Ältere († 1738), österreichischer Organist und Komponist
- Reutter, Georg der Jüngere († 1772), österreichischer Komponist
- Reutter, Gerd (* 1931), deutscher Künstler
- Reutter, Gerold (1924–2021), deutscher Architekt und Maler
- Reutter, Hans Peter (* 1966), deutscher Komponist und Kabarettist
- Reutter, Hermann (1900–1985), deutscher Komponist und Musiker
- Reutter, Jean-Léon (1899–1971), Erfinder des autodynamischen Uhrensystems
- Reutter, Karl (1830–1891), österreichischer Politiker
- Reutter, Katherine (* 1988), US-amerikanische Shorttrackerin
- Reutter, Marian (1734–1805), österreichischer Zisterzienser und Abt
- Reutter, Max (1920–1988), deutscher Politiker (CDU)
- Reutter, Otto (1870–1931), deutscher Sänger, Verfasser von Liedern und KomikerOtto Reutter (1870–1931)

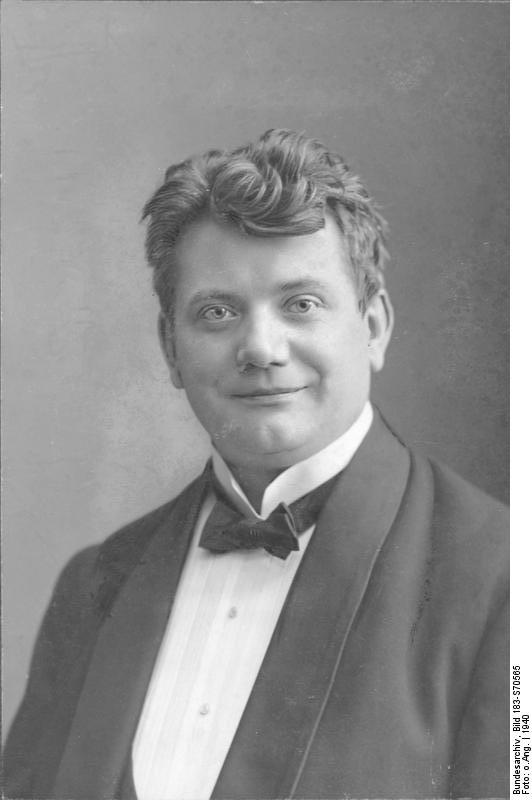
Otto Reutter (1870–1931)

- Reutter, Rudolf (1897–1980), deutscher SED-Funktionär
- Reutter, Sven (* 1996), deutscher Radrennfahrer
- Reutter, Thomas (* 1967), deutscher Fernsehjournalist
- Reutter, Ulrike (* 1961), deutsche Verkehrswissenschaftlerin
- Reutter, Werner (1937–2016), deutscher Mediziner und Molekularbiologe
- Reutterer, Peter (* 1956), österreichischer Autor
- Reutti, Kurt (1900–1967), deutscher Maler, Bildhauer, Grafiker, Kunsthistoriker und Autor
- Reuttner von Weyl, Karl (1801–1874), deutscher Rittergutsbesitzer und Politiker

#### Reutz
- Reutz, Jacob († 1710), deutscher Baumeister
- Reutzius, David (1576–1634), lutherischer Theologe, Generalsuperintendent von Pommern-Stettin

### Reuv
- Reuvekamp, Silvia (* 1972), deutsche Germanistin
- Reuveni, Aharon (1886–1971), israelischer Schriftsteller
- Reuveni, David († 1538), jüdischer Messiasprätendent
- Reuveni, Yoav (* 1985), israelisches Model und Filmschauspieler
- Reuvens, Caspar (1793–1835), niederländischer Altertumskundler
- Reuveny, Tom (* 2000), israelischer Windsurfer
- Reuveny, Yael (* 1980), israelische Filmemacherin

### Reuw
- Reuwich, Erhard, holländischer Graphiker, Maler und Zeichner

### Reux
- Reux, Johann Arnold de (1665–1746), Generalvikar in Köln
- Reux, Tom (* 1999), französischer Diskuswerfer

### Reuy
- Reuytenberg, Efraim (1914–2005), israelischer Maler

### Reuz
- Reuzeau, Bertrand (* 1966), französischer Fußballspieler